# VfB Lübeck
Der Verein für Bewegungsspiele Lübeck von 1919 e. V., kurz VfB Lübeck, ist ein Sportverein aus Lübeck. Er ist vor allem durch seine Fußball-Abteilung überregional bekannt. Die größten Erfolge feierte die Fußballmannschaft der Herren mit dem Erreichen der Bundesliga-Aufstiegsrunde 1968/69 und mit dem Einzug ins Halbfinale des DFB-Pokals 2003/04. Der VfB Lübeck spielte zuletzt von 1995 bis 1997 sowie von 2002 bis 2004 in der 2. Bundesliga. In der Drittklassigkeit konnte sich die Mannschaft in der Saison 2007/08 nicht für die neue 3. Liga qualifizieren, der VfB spielte danach in der viertklassigen Regionalliga Nord, ein Jahr lang sogar nur in der fünftklassigen Schleswig-Holstein-Liga 2013/14. 2020 und 2023 gelang jeweils der Aufstieg in die 3. Liga, jedoch musste der Verein beide Male wieder den Weg in die Viertklassigkeit antreten. Seine Heimspiele trägt der VfB Lübeck im Stadion an der Lohmühle aus.
Weitere Abteilungen des Vereins: Badminton, Tischtennis, Handball, Darts und Damengymnastik. In der noch relativ jungen Sportart Badminton war der VfB Lübeck einer der Vorreiter in Deutschland. Er wurde 1963 Deutscher Mannschaftsmeister und gewann seither zahlreiche Titel. Auch die 1937 gegründete Tischtennisabteilung spielte in ihrer Geschichte eine wichtige Rolle auf nationaler Ebene. Neben zwei Meistertiteln bei den Damen (1997, 1998) und einem Pokalsieg bei den Herren (1991) gelang es dem VfB als einzigem deutschen Verein, sowohl bei den Herren (1992, 1994) als auch bei den Damen (1998), den Sieger in einem Vereinseuropapokal zu stellen.

## Vorgeschichte und Gründung

„Stammbaum“ mit den Vorgängervereinen des VfB Lübeck

Die Spieler des Straßenfußballclubs Hansa gründeten den Ballsportverein Vorwärts 1919 Lübeck, kurz BSV Vorwärts, der auch am Bau der Sportstätte an der Lohmühle beteiligt war. Vorwärts Lübeck gehörte zum Arbeiter-Turn- und Sportkartell (ATSK) Lübeck und trug am 28. September 1919 das erste Fußballspiel beim ATV Kücknitz aus. Man zeigte sich als guter Gast und verlor 2:6 (2:3). Als Gründungsdatum nahm man lange den 1. April 1919 an. Nach den Recherchen eines Lübecker Journalisten sei dieses Datum mit hoher Wahrscheinlichkeit falsch. Demnach käme auch der 1. Oktober 1919 als Gründungsdatum in Betracht, da die verbliebenen Gründungsmitglieder in der Nachkriegszeit mit diesem Eintrittsdatum geführt wurden. Die Festschrift zum 30-jährigen Bestehen spricht von einer Gründung „im Sommer“. Im Jahr 1959 wurde das 40-jährige Stiftungsfest am 28. August gefeiert und auch das 50-jährige Jubiläum wurde rund um diesen Tag gefeiert. Der Kicker führte bis 1994 den 28. August 1919 als Gründungsdatum und ging erst dann auf den 1. April über, der zuvor nur im Kicker-Almanach genannt wurde. Da keine schriftlichen Unterlagen zur Gründung vorliegen und viele Aufzeichnungen während der Zeit des Nationalsozialismus und im Zweiten Weltkrieg verloren gegangen sind, kann das Gründungsdatum nicht mit hundertprozentiger Gewissheit bestimmt werden.
Der BSV Vorwärts war in den 1920er Jahren auf dem Weg zu einem der größten Sportvereine in der damals eigenständigen Hansestadt Lübeck, er wurde aber 1933 von den Nationalsozialisten als Arbeitersportverein verboten.
Der am 25. März 1905 gegründete – und nach dem Lübecker Ballspiel Club zweitälteste – reine Fußballverein der Stadt, der FK Alemannia Lübeck, sowie der seit 1913 bestehende FC Germania Lübeck fusionierten 1923 zum VfR Lübeck, um dem damals vorherrschenden Verein in der Stadt, dem Lübecker BV (heute Phönix Lübeck), Konkurrenz zu machen. Der in finanzielle Schwierigkeiten geratene Verein trat aber schon 1931 der 1921 gegründeten Sportvereinigung Polizei Lübeck bei, die ebenfalls als Vorläuferverein des späteren VfB Lübeck gilt. Die SV Polizei, in der zahlreiche Sportarten ausgeübt wurden, entwickelte sich zwischen 1921 und 1945 zu einem der bedeutendsten Vereine der Stadt. Unmittelbar nach Kriegsende wurde der Verein, der 1935 Polizeisportverein Lübeck und 1942 nochmals in Spielgemeinschaft Ordnungspolizei umbenannt worden war, von den Briten aufgelöst.
Nach Kriegsende fanden sich bereits im Juli und August 1945 einige ehemalige „Polizeisportler“ der Fußballabteilung, bald darauf auch der Boxer und Sportler weiterer Sportarten wieder zusammen. Im Spätsommer gründete Friedrich Grabner mit den alten Mitgliedern der Polizeisportvereins, aber auch des alten BSV Vorwärts den VfB Lübeck. Man sah sich dabei als Rechtsnachfolger des 1933 verbotenen BSV Vorwärts und sicherte sich nach einem längeren Rechtsstreit die Spielstätte an der Lohmühle, auf die auch der ATSV Lübeck als ursprünglicher Miterbauer Anspruch erhoben hatte. Vereinsname und schildförmiges Wappen gehen auf Ideen des Fußball-Torhüters Albert „Jonny“ Felgenhauer zurück.

## Fußball

### Geschichte

#### Bis 1945: Die Vorgängervereine des VfB Lübeck
BSV Vorwärts Lübeck
Der Ballspielverein Vorwärts 1919 Lübeck, der der Rechtsvorgänger des VfB Lübeck ist, wurde wahrscheinlich am 28. August 1919 gegründet. Der Verein spielte im Arbeiter-Turn- und Sportbund und wurde deshalb als Arbeitersportverein 1933 verboten. Nachdem zunächst nur zehn bis 20 Personen an der Gründung des Vereins beteiligt waren, vergrößerte sich die Zahl der Mitglieder 1920 durch zahlreiche Übertritte aus dem ATSV Lübeck um etwa 40 weitere Sportler. Um 1920 spielte Vorwärts Lübeck in der zweiten Lübecker Klasse und nur zeitweise gegen erfolgreichere Vereine im norddeutschen Arbeitersport, wie zum Beispiel Lorbeer 06 Hamburg. Ab 1927 konnte der BSV dem ATSV Lübeck die Position als Nummer 1 in Lübeck streitig machen und gewann von 1927 bis 1931 durchgängig die regionale Bezirksmeisterschaft. Der größte Erfolg gelang der Mannschaft 1928, als der BSV durch einen Sieg über Malchin (4:3) das Finale der Nordmarkmeisterschaft gegen Hansa Kiel erreichen konnte, welche Arbeiter-TuS Ottensen 1893 mit 2:1 bezwingen konnte. Im Finale bezwang der BSV die Kieler schließlich mit 2:1 und war damit Nordmarkmeister. Anschließend schieden die Lübecker auf der nächsthöheren Ebene – nach verschiedenen Quellen als „norddeutsche Meisterschaft“ oder „Vorrunde“ der ATSB-Meisterschaft bezeichnet – aus. Wahrscheinlich scheiterten die Lübecker an einem Verein aus Bremen. Darüber hinaus spielte der Verein auch auf internationaler Ebene gegen Mannschaften aus Wien oder Böhmen und nahm an der 1. und der 2. Arbeiter-Olympiade in Frankfurt am Main beziehungsweise Wien teil, die als eines der wichtigsten Turniere des Arbeitersports galten.
Bei seinem Verbot 1933 hatte der Verein zwischen 130 und 140 Mitglieder. Im Zuge des Verbotes wurden alle Sportgeräte, Besitztümer, Vermögen und zum großen Teil auch Unterlagen beschlagnahmt.
Polizei Lübeck
In den ersten sechs Jahren ihres Bestehens spielte die 1920 gegründete SV Polizei Lübeck in der zweiten Liga. In der Saison 1927/28 war die SVP in der Bezirksliga Lübeck/Mecklenburg erstmals erstklassig, musste aber nach nur einer Saison wieder absteigen. Das zu diesem Zeitpunkt noch selbstständige Lübeck bildete ab 1921 eine gemeinsame höchste Spielklasse mit Mecklenburg – davor bildete Lübeck abwechselnd zeitweise eine eigene höchste Spielklasse, oder war mit Holstein in einer Liga zusammengefasst, zeitweise auch mit Holstein, Schleswig und Hamburg. Zu dieser Zeit durfte die SV mehrmals an der norddeutschen Meisterschaft teilnehmen, konnte hier aber keine größeren Erfolge erringen. Zwischen 1933 und 1942 gehörte Polizei Lübeck als einer von fünf Vereinen (neben Holstein Kiel, Eimsbütteler TV, Altona 93 und dem Hamburger SV) durchgängig der höchsten norddeutschen Spielklasse an. Mehrere dritte Plätze in der Gauliga Nordmark und die Vizemeisterschaft in der Gauliga Schleswig-Holstein waren die größten Erfolge. Das letzte Gauligaspiel bestritt die Mannschaft in Lübeck am 13. August 1944 gegen den Eckernförder SV (4:2). Nach dem kriegsbedingten Abbruch der überregionalen Gauligasaison ging es vorübergehend in einer Stadtliga, der so genannten Gauliga Schleswig-Holstein, Staffel Lübeck weiter, deren Spielbetrieb aber ebenfalls bald abgebrochen werden musste.

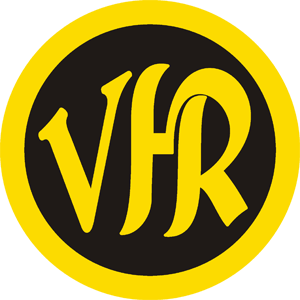
Der VfR Lübeck trat 1931 der Polizei Lübeck bei.

FK Alemannia Lübeck, Germania Lübeck, VfR Lübeck
Der FK Alemannia Lübeck 1905 konnte sich 1919 für die norddeutsche Meisterschaft qualifizieren und schied dort durch ein 0:5 gegen Holstein Kiel aus. Ansonsten konnten weder Alemannia Lübeck noch Germania Lübeck überregionale Erfolge erringen und schlossen sich zu Beginn der 1920er Jahre (1921) zum VfR Lübeck zusammen. Im Jahr 1924 belegte der VfR den ersten Platz, der der größte Erfolg des Vereines war, und durfte damit zum ersten Mal an der norddeutschen Meisterschaft teilnehmen, wo die Lübecker in der ersten Runde allerdings Holstein Kiel mit 5:1 unterlagen. 1926 wurde der VfR zwar Letzter, blieb als Sieger einer Aufstiegsrunde aber trotzdem erstklassig, ebenso wie in der Spielzeit 1929/30, in der der VfR nur durch einen Sieg über Germania Wismar erstklassig blieb. Danach musste der Verein aufgrund finanzieller Schwierigkeiten aufgelöst werden; die Fußballmannschaft trat fast geschlossen in die SV Polizei ein.

#### 1945–1963: Der VfB Lübeck zwischen Erst- und Zweitklassigkeit
Unter dem neuen Namen VfB Lübeck spielte der Verein nach dem Ende des Zweiten Weltkriegs zuerst um die Meisterschaft im Kreis Lübeck, in der seinerzeit höchsten Spielklasse in der Britischen Zone, und wurde dort Meister. Größere Spielklassen ließ die britische Militärverwaltung in Schleswig-Holstein zunächst nicht zu, sie waren aber auch aus Gründen der Infrastruktur kaum möglich. Bei der anschließenden norddeutschen Meisterschaft, die später im Viertelfinale auf Geheiß der Britischen Militärregierung abgebrochen wurde, schied der VfB schon in der Vorrunde aus (0:4 gegen Altona 93). Ein Jahr später gewann er die Landesmeisterschaft Schleswig-Holstein 1946/47 in den Endspielen durch ein 3:2 über die Kieler SV Holstein, womit er in die neue Fußball-Oberliga Nord aufstieg und auch für die Endrunde um die Britische Zonenmeisterschaft qualifiziert war. Dort scheiterte der VfB aber bereits in der Ausscheidungsrunde am späteren Zonenmeister Hamburger SV (2:5).
Anschließend entwickelte sich der VfB zu einer „Fahrstuhlmannschaft“ und pendelte zwischen der Oberliga Nord, die seit 1947 die höchste Spielklasse für die Bundesländer Bremen, Niedersachsen, Hamburg und Schleswig-Holstein bildete, und der zweitklassigen Amateurliga Schleswig-Holstein. Während der Klassenerhalt in den ersten beiden Oberliga-Spielzeiten 1947/48 und 1948/49 – Trainer war im zweiten Jahr Otto Höxtermann – mit Platz sieben und 20:24 Punkten jeweils souverän gelang, musste der VfB in der darauf folgenden Saison nach Abgängen mehrerer Leistungsträger wie Fritz Pölitz in die Amateurliga Schleswig-Holstein absteigen. Ab Februar 1950 wurde der VfB Lübeck von Erwin Helmchen trainiert, der als 43-Jähriger zeitweise selbst noch spielte (seine Spielberechtigung war zweifelhaft) und bei einem 3:0-Sieg gegen den SV Arminia Hannover zwei Tore schoss.
In der zweitklassigen Amateurliga Schleswig-Holstein qualifizierten sich die Lübecker als Meister auf Anhieb für die Aufstiegsrunde zur Oberliga Nord. Gegen Victoria Hamburg, Kickers Emden, den VfL Wolfsburg, den Blumenthaler SV und den Lüneburger SK scheiterte der VfB allerdings recht deutlich als fünfter von sechs Vereinen, ehe sich die Mannschaft im folgenden Jahr in der Aufstiegsrunde souverän durchsetzen konnte.

Nach der Rückkehr schien es zunächst, als könnte sich der VfB Lübeck in der obersten Spielklasse etablieren; er hatte mit dem Abstiegskampf nichts zu tun. Unter Trainer Friedo Dörfel belegte die Mannschaft nach der Runde 1953/54 trotz Neuverpflichtungen wie zum Beispiel Kurt Röwe oder Reinhold Ertel allerdings mit nur 23 Punkten den Abstiegsplatz 15 – sie stieg erneut in die Amateurliga Schleswig-Holstein ab. 

Das Logo des VfB Lübeck bis in die 1950er Jahre

Zur Spielzeit 1955 hatte sich der Modus für die Aufstiegsrunde geändert: Für diese qualifizierten sich nun acht Vereine, die in zwei Gruppen die beiden Aufsteiger ermitteln mussten. Die qualifizierten Lübecker scheiterten in dieser Saison aufgrund der so genannten „Kubsch-Affäre“: Die Siege gegen Concordia Hamburg, Eintracht Nordhorn und den TSV Havelse wurden allesamt aufgrund des Einsatzes von Hans Kubsch annulliert, der in der Vorsaison von Concordia Hamburg zum VfB gewechselt und nicht spielberechtigt war. Neben dem Punktabzug in der Aufstiegsrunde zur Oberliga Nord wurden dem VfB Lübeck darüber hinaus acht Punkte für die folgende Saison in der Amateurliga Schleswig-Holstein abgezogen. Dies führte dazu, dass der VfB nicht nur die Qualifikation zur Aufstiegsrunde verpasste, sondern auch das erste Mal seit langer Zeit wieder hinter den Lokalrivalen Phönix zurückfiel.
1957 schaffte der VfB dann die Rückkehr in die Oberliga Nord: In die Aufstiegsrunde startete er mit Siegen über Peine und Salzgitter sowie einem Remis gegen Sperber Hamburg, und holte somit aus der Hinrunde fünf von sechs Punkten. Nach Niederlagen gegen Salzgitter und Sperber Hamburg verspielten die Hanseaten jedoch ihre gute Ausgangslage; sie mussten daher am letzten Spieltag den VfB Peine schlagen. Vor knapp 10.000 Zuschauern erzielte Karl-Heinz Schröder in der 83. Minute den entscheidenden Treffer.
Neben dem VfB Lübeck stieg in der anderen Gruppe der LBV Phönix auf, so dass es auch in der Oberliga wieder zu einem Derby zwischen den beiden Vereinen aus Lübeck kam. Am Ende der Saison kämpften die beiden Vereine nicht nur um die Position als Nummer 1 in Lübeck, sondern in einem Fernduell auch um den vierzehnten Platz, der zum Klassenerhalt berechtigte. Während der VfB am letzten Spieltag gegen Altona 93 verlor, erreichte Phönix Lübeck ein Remis gegen Bremerhaven 93, wodurch der VfB abermals in die Amateurliga Schleswig-Holstein abstieg. In dieser Saison gelangen dem VfB aber einige größere Erfolge, darunter ein 8:3-Kantersieg gegen Werder Bremen. Auch der Hamburger SV konnte mit 3:1 bezwungen werden; die Tore erzielten dabei Arthur Leipert, Rolf Oberbeck und Walter Gawletta. Das 3:1 über den Hamburger SV, der mit einigen namhaften Nationalspielern angetreten war, ist bis heute der einzige Sieg des VfB über den Rekordmeister der Oberliga Nord.
Nachdem der Verein mehrmals in der Amateurliga Schleswig-Holstein gespielt hatte, konnte er 1962 ein letztes Mal in die Erstklassigkeit aufsteigen. Weil bereits früh klar war, dass der VfB sich nicht für die Fußball-Bundesliga qualifizieren würde, ging es in der Abschlusssaison der Oberliga Nord für den VfB nur um die direkte Qualifikation zur Regionalliga Nord, die fortan die Zweite Liga bilden sollte. Zwar verpasste der VfB die direkte Qualifikation, konnte sich aber anschließend in einer Relegationsrunde mit Vereinen aus den Amateurligen durchsetzen.
| Spielzeit | Liga                                | Ligaebene | Platz | Punkte | Tore  | Anmerkungen |
| 1945/46   | Bezirksmeisterschaft S.-H. Süd      | 1         | 01.   | 16:0   | 30:04 | auch A-Klasse genannt |
| 1946/47   | Landesmeisterschaft S.-H., Endrunde | 1         | 01.   | 10:02  | 20:08 | zuvor qualifiziert in der Ersten Klasse Lübeck, Staffel A: Pl. 1, 17:3 Pkt., 53:12 T. und den anschl. Zwischenrunden um die SH-M'schaft. qualifiziert für die Oberliga |
| 1947/48   | Oberliga Nord                       | 1         | 07.   | 20:24  | 41:53 | |
| 1948/49   | Oberliga Nord                       | 1         | 07.   | 20:24  | 35:44 | |
| 1949/50   | Oberliga Nord                       | 1         | 15.   | 20:40  | 40:65 | Abstieg |
| 1950/51   | Landesliga S.-H.                    | 2         | 01.   | 38:06  | 67:27 | In der Aufstiegsrunde gescheitert |
| 1951/52   | Landesliga S.-H.                    | 2         | 01.   | 47:13  | 83:26 | Aufstieg |
| 1952/53   | Oberliga Nord                       | 1         | 11.   | 28:32  | 46:63 | |
| 1953/54   | Oberliga Nord                       | 1         | 15.   | 23:37  | 33:59 | Abstieg |
| 1954/55   | Amateurliga S.-H.                   | 2         | 01.   | 57:11  | 88:27 | In der Aufstiegsrunde gescheitert |
| 1955/56   | Amateurliga S.-H.                   | 2         | 05.   | 37:19  | 73:39 | Punktabzug (−8) |
| 1956/57   | Amateurliga S.-H.                   | 2         | 01.   | 49:11  | 66:18 | Aufstieg |
| 1957/58   | Oberliga Nord                       | 1         | 15.   | 24:36  | 36:57 | Abstieg |
| 1958/59   | Amateurliga S.-H.                   | 2         | 02.   | 40:20  | 71:37 | Aufstieg |
| 1959/60   | Oberliga Nord                       | 1         | 14.   | 25:35  | 40:53 | |
| 1960/61   | Oberliga Nord                       | 1         | 15.   | 22:38  | 38:50 | Abstieg |
| 1961/62   | Amateurliga S.-H.                   | 2         | 02.   | 44:16  | 75:35 | Aufstieg |
| 1962/63   | Oberliga Nord                       | 1         | 16.   | 20:40  | 37:65 | Eingliederung in die Regionalliga Nord |
| --------- | ----------------------------------- | --------- | ----- | ------ | ----- | --- |

#### 1963–1974: Etablierung in der Regionalliga

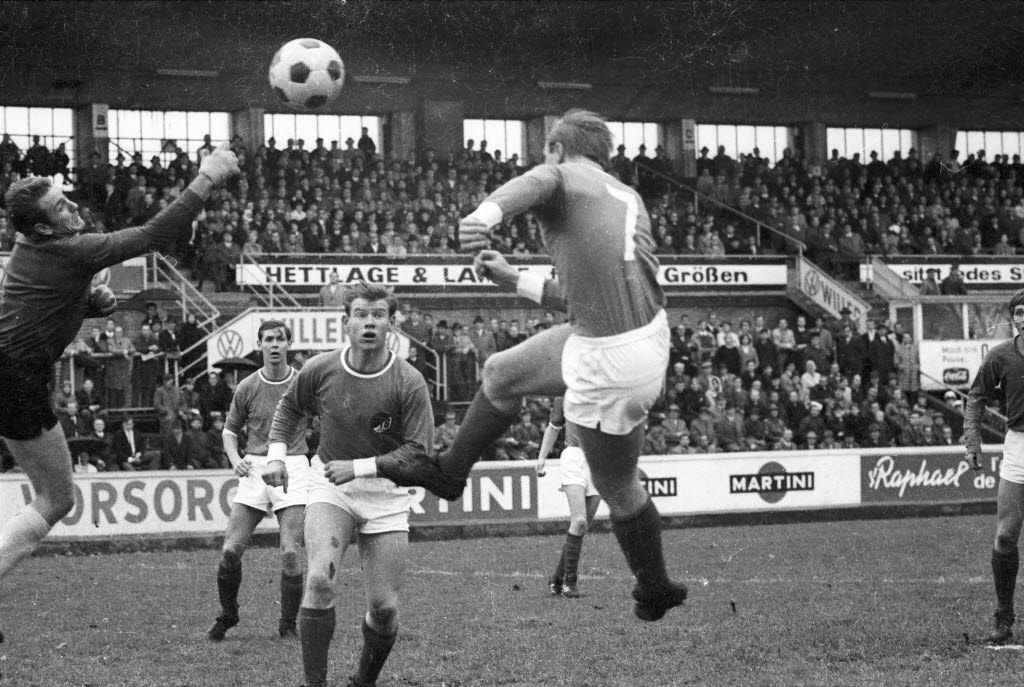
Auswärtsspiel bei Holstein Kiel (1:1), 22. Oktober 1966

Von 1963 bis 1974 spielte der VfB Lübeck durchgehend in der Regionalliga Nord, die nach der Gründung der Bundesliga die zweite Spielklasse für Mannschaften aus Schleswig-Holstein, Bremen, Hamburg und Niedersachsen bildete.
Nachdem der VfB sich über die Aufstiegsrunde gerade noch für die Regionalliga qualifiziert hatte, konnte das Ziel zunächst nur heißen, sich in dieser Liga zu etablieren. In der Premieren-Saison 1963/64 konnte sich die Mannschaft nach einer guten Hinrunde bereits früh im Mittelfeld festsetzen, wobei insbesondere Gerd Gretzler und Alfred Bornemann mit zusammen 23 Saisontoren einen wichtigen Beitrag leisteten. Nur durch eine Negativserie von sieben Spielen ohne Sieg wurden die Lübecker noch bis auf Platz 14 durchgereicht, hatten aber am Ende der Saison immerhin noch einen Vorsprung von vier Punkten auf die Abstiegsränge.
Das Ziel der Etablierung in der Regionalliga wurde in den drei folgenden Spielzeiten schließlich erreicht, in denen die Mannschaft sich im Mittelfeld festsetzen konnte. Dies gelang auf der einen Seite dadurch, dass VfB konstante Leistungen zeigte und größere Niederlagen-Serien ausblieben, auf der anderen Seite aber auch durch eine der besten Abwehrreihen der Liga: So stellte die Mannschaft 1965/66 die drittbeste und im Jahr darauf die sechstbeste Defensive.
Zur Spielzeit 1968/69 verpflichtete der VfB den Trainer Kurt Krause, der zuvor den FC St. Pauli trainiert hatte. Nach einem erfolgreichen Start konnte sich der VfB erstmals über längere Zeit auf einem Aufstiegsplatz halten und durch ein 3:1 gegen den FC St. Pauli, der am Ende nur einen Punkt hinter dem VfB landete, reichte es am Ende für den zweiten Tabellenplatz. Dieser sicherte dem VfB die erste Teilnahme an der Bundesliga-Aufstiegsrunde, die in zwei Gruppen mit je fünf Mannschaften ausgetragen wurde. Erfolgreichster Torschütze in dieser Saison war Otto Harz, der 18 Treffer erzielte. In der Aufstiegsrunde belegte der VfB Lübeck allerdings den letzten Platz: Nach einer Heimniederlage gegen den SV Alsenborn musste sich der VfB durch zwei Tore in den Schlussminuten der Partie in Berlin auch Hertha Zehlendorf geschlagen geben, so dass der erste Platz, der zum Aufstieg in die Bundesliga berechtigt hatte, bereits nach zwei Spieltagen kaum mehr zu erreichen war. Nach zwei Niederlagen gegen den späteren Aufsteiger Oberhausen, den Freiburger FC sowie der Rückspielniederlage gegen Alsenborn holte der VfB Lübeck erst am letzten Spieltag durch ein 4:4 gegen Hertha Zehlendorf den ersten und einzigen Punkt.
| Spielername            | Ligaspiele (Tore) | Aufstiegsspiele (Tore) |
| ---------------------- | ----------------- | ---------------------- |
| Siegfried Agurew       | 11 0(4)           | 4 0(2)                 |
| Peter Bilitewski       | 31 0(4)           | 4 0(0)                 |
| Manfred Bomke          | 30 0(0)           | 7 0(0)                 |
| Jürgen Brinckmann      | 30 0(0)           | 3 0(0)                 |
| Siegfried Bronnert     | 25 0(6)           | 7 0(1)                 |
| Harry Clasen           | 05 0(0)           | 0 0(0)                 |
| Gerd Freyer            | 01 0(0)           | 0 0(0)                 |
| Otto Hartz             | 32 (18)           | 8 0(1)                 |
| Helmut Hosung          | 18 0(1)           | 7 0(0)                 |
| Wilhelm Lindemann      | 07 0(0)           | 0 0(0)                 |
| Klaus Link             | 19 0(1)           | 3 0(0)                 |
| Robert Lühr            | 24 0(4)           | 5 0(1)                 |
| Heinz-Hermann Matthews | 09 0(0)           | 8 0(0)                 |
| Gerd Petrat            | 03 0(0)           | 0 0(0)                 |
| Norbert Retelsdorf     | 05 0(0)           | 0 0(0)                 |
| Gerd-Volker Schock     | 08 0(3)           | 0 0(0)                 |
| Klaus Schygulla        | 31 0(4)           | 8 0(1)                 |
| Rainer Waberski        | 27 (11)           | 6 0(1)                 |
| Horst Wenzel           | 31 0(2)           | 8 0(2)                 |
| Hans-Jürgen Wittfoht   | 30 0(2)           | 7 0(0)                 |

Die Mannschaft schaffte es in der Folgezeit nicht mehr, an die guten Leistungen der Vizemeistersaison anzuknüpfen. Einen Erfolg konnte der VfB noch einmal in der Folgesaison erreichen, in der man den dritten Platz erreichen konnte. Er landete dabei trotz eines Sieges und eines Remis im direkten Vergleich einen Punkt hinter dem späteren Aufstiegsrunden-Teilnehmer FC St. Pauli.
Einige Zeit später geriet der VfB Lübeck trotz guter Zuschauerzahlen in finanzielle Schwierigkeiten, wodurch kurzzeitig das Aus für den Verein drohte. Neben hohen Schulden, die in den Jahren zuvor angehäuft wurden, konnte der VfB zeitweise einige Spielergehälter nicht bezahlen, was dazu führte, dass unter anderem Siegfried Bronnert, der zusammen mit Trainer Krause zum VfB gewechselt war, zurück zum FC St. Pauli ging. 1972 konnte eine neue Vereinsführung mit Hilfe von Sponsoren die drohende Pleite abwenden und sicherte dem VfB die Lizenz für die Regionalliga. Gründe für die finanziellen Schwierigkeiten waren vor allen Dingen organisatorische Probleme im Vereinsvorstand, welche dafür sorgten, dass Zuständigkeiten ungeklärt waren und Sponsoren dem Verein verloren gingen.
Neben den finanziellen Schwierigkeiten verschlechterte der VfB sich auch sportlich. So gelang in der letzten Spielzeit der Regionalliga, 1973/74, nicht die Qualifikation für die neu eingeführte 2. Bundesliga, die aber aufgrund der finanziellen Situation auch nicht zu stemmen gewesen wäre. Da der VfB einen der letzten Plätze belegte, verpasste er die direkte Qualifikation zur neuen Amateuroberliga Nord und musste in eine Relegationsrunde mit einigen Drittligisten. In dieser Runde scheiterte die Mannschaft jedoch deutlich.
Der VfB Lübeck musste somit in die Landesliga Schleswig-Holstein absteigen und spielte dadurch das erste Mal nur noch viertklassig, wobei Lübeck in der bisherigen Geschichte noch nicht ein Mal drittklassig gewesen war.
| Spielzeit | Liga         | Ligaebene | Platz | Punkte | Tore  | Anmerkungen                                    |
| 1963/64   | Regionalliga | 2         | 14.   | 21:47  | 59:78 |                                                |
| 1964/65   | Regionalliga | 2         | 11.   | 28:36  | 42:56 |                                                |
| 1965/66   | Regionalliga | 2         | 05.   | 36:28  | 44:35 |                                                |
| 1966/67   | Regionalliga | 2         | 10.   | 28:36  | 41:43 |                                                |
| 1967/68   | Regionalliga | 2         | 09.   | 33:31  | 44:41 |                                                |
| 1968/69   | Regionalliga | 2         | 02.   | 44:20  | 61:39 | Teilnahme an der Aufstiegsrunde zur Bundesliga |
| 1969/70   | Regionalliga | 2         | 07.   | 36:28  | 46:41 |                                                |
| 1970/71   | Regionalliga | 2         | 03.   | 42:26  | 63:45 |                                                |
| 1971/72   | Regionalliga | 2         | 06.   | 39:29  | 50:41 |                                                |
| 1972/73   | Regionalliga | 2         | 06.   | 40:28  | 48:42 |                                                |
| 1973/74   | Regionalliga | 2         | 16.   | 22:50  | 34:80 | Abstieg über zwei Spielklassen                 |
| --------- | ------------ | --------- | ----- | ------ | ----- | ---------------------------------------------- |

#### 1974–1993: Zwischen Verbandsliga und Amateuroberliga
Zwischen 1974 und 1977 spielte der VfB zunächst nur noch in der Landesliga Schleswig-Holstein. In der ersten Spielzeit errang Lübeck knapp vor dem VfR Neumünster die Meisterschaft, konnte aber nicht in die Oberliga aufsteigen. In der darauf folgenden Saison belegte die Mannschaft nur den dritten Platz, erst nach der Meisterschaft in der Saison 1976/77 schaffte der VfB schließlich den Aufstieg in die drittklassige Amateuroberliga Nord.
Lübeck hielt sich daraufhin einige Jahre in der Oberliga, lag zeitweise im gesicherten Mittelfeld und galt in manchen Jahren auch als „Geheimfavorit“ für den Aufstieg in die 2. Bundesliga. 1983 musste der VfB wieder den Gang in die vierte Spielstufe, die Verbandsliga Schleswig-Holstein, antreten. In den folgenden zehn Jahren spielte der VfB Lübeck in dieser Liga, galt dort zwar ab Mitte der 80er-Jahre als einer der Topfavoriten auf den Aufstieg, scheiterte allerdings unter Trainer Peter Nogly in mehreren Aufstiegsrunden zwischen 1986 und 1992. 1988 verlor der VfB am letzten Spieltag gegen SFL Bremerhaven und verpasste somit als Tabellenzweiter die direkte Qualifikation für die Oberliga. das anschließende Relegationsspiel beim VfL Herzlake verlor die Mannschaft mit 3:1.
1988 kam es in Lübeck überdies noch zu einem der bis heute bekanntesten Duelle zwischen dem VfB Lübeck und dem Lokalrivalen Phönix Lübeck: Vor 2600 Zuschauern auf der Lohmühle besiegte der VfB den Lokalrivalen mit 7:5, wodurch sich der Verein für die Aufstiegsrunde qualifizierte. Nach einer ausgeglichenen ersten Hälfte konnte der VfB durch Tore von Brunner und Behnert nach der Pause von 2:2 auf 5:3 erhöhen. Nachdem Phönix in der 82. und 87. Minute den Spielstand noch ausgleichen konnte, schafften die Grün-Weißen es erneut, in der Nachspielzeit durch Tore von Cekala und Brunner eine 2-Tore-Führung zu erspielen, um so die Punkte und den Derbysieg zu holen.
In der Aufstiegsrunde nach der Saison 1988/89 scheiterte der VfB nach einem guten Start mit drei Siegen aus vier Spielen am Ende an der TuS Esens, 1990 belegte der VfB in der Aufstiegsrunde gar den letzten Platz. Nachdem Lübeck in den Vorjahren die Saison immer mindestens mit einem 2. Platz abgeschlossen hatte, rutschte der VfB 1991 auf den 8. Platz in der viertklassigen Verbandsliga Schleswig-Holstein ab. Im Folgejahr belegte der VfB jedoch wieder Platz 1 mit mehreren Punkten Vorsprung und schaffte den Einzug in die Aufstiegsrunde, die in dieser Zeit wie schon in den 50er-Jahren in zwei Gruppen mit je vier Mannschaften ausgetragen wurde. Dort gelang der Aufstieg schließlich durch ein Tor von Thomas Schlumberger in der 88. Minute mit 1:0. Der VfB landete damit in der Abschlusstabelle punktgleich, aber mit dem zwei Tore besseren Torverhältnis vor dem niedersächsischen Verein BV Cloppenburg und kehrte nach 10 Jahren Abwesenheit wieder in die Oberliga Nord zurück.
Während der Verbandsligazeit baute der VfB auch die in den Jahren zuvor angehäuften Schulden ab, indem die Vereinsführung vermehrt auf Spieler aus der Umgebung setzte und Einsparungen vorgenommen hatte. Durch seine vielen gewonnenen Meisterschaften, ohne dabei den Aufstieg zu schaffen, wurde der VfB Lübeck in seiner Verbandsligazeit schließlich Rekordmeister der höchsten Spielklasse des Landes Schleswig-Holstein. In der Ewigen Tabelle der Verbandsliga Schleswig-Holstein belegt der VfB nach 20 Spieljahren den neunten Platz.
| Spielzeit | Liga                 | Ligaebene | Platz | Punkte | Tore   | Anmerkungen                          |
| 1974/75   | Landesliga S.-H.     | 4         | 01.   | 44:16  | 059:24 | In der Aufstiegsrunde gescheitert    |
| 1975/76   | Landesliga S.-H.     | 4         | 03.   | 41:19  | 062:27 |                                      |
| 1976/77   | Landesliga S.-H.     | 4         | 01.   | 46:14  | 059:27 | Aufstieg in die Amateuroberliga Nord |
| 1977/78   | Amateuroberliga Nord | 3         | 07.   | 34:34  | 044:51 |                                      |
| 1978/79   | Amateuroberliga Nord | 3         | 04.   | 43:25  | 055:40 |                                      |
| 1979/80   | Amateuroberliga Nord | 3         | 10.   | 31:37  | 044:56 |                                      |
| 1980/81   | Amateuroberliga Nord | 3         | 12.   | 31:37  | 050:50 |                                      |
| 1981/82   | Amateuroberliga Nord | 3         | 15.   | 25:43  | 041:67 |                                      |
| 1982/83   | Amateuroberliga Nord | 3         | 17.   | 28:40  | 048:68 | Abstieg in die Verbandsliga          |
| 1983/84   | Verbandsliga S.-H.   | 4         | 03.   | 39:21  | 062:27 |                                      |
| 1984/85   | Verbandsliga S.-H.   | 4         | 04.   | 34:26  | 057:49 |                                      |
| 1985/86   | Verbandsliga S.-H.   | 4         | 07.   | 32:28  | 053:42 |                                      |
| 1986/87   | Verbandsliga S.-H.   | 4         | 01.   | 47:13  | 075:28 | In der Aufstiegsrunde gescheitert    |
| 1987/88   | Verbandsliga S.-H.   | 4         | 02.   | 51:09  | 101:28 | In der Aufstiegsrunde gescheitert    |
| 1988/89   | Verbandsliga S.-H.   | 4         | 01.   | 48:12  | 097:30 | In der Aufstiegsrunde gescheitert    |
| 1989/90   | Verbandsliga S.-H.   | 4         | 01.   | 49:11  | 067:20 | In der Aufstiegsrunde gescheitert    |
| 1990/91   | Verbandsliga S.-H.   | 4         | 08.   | 31:29  | 045:40 |                                      |
| 1991/92   | Verbandsliga S.-H.   | 4         | 01.   | 46:14  | 090:29 | In der Aufstiegsrunde gescheitert    |
| 1992/93   | Verbandsliga S.-H.   | 4         | 01.   | 53:07  | 089:23 | Aufstieg in die Amateuroberliga      |
| --------- | -------------------- | --------- | ----- | ------ | ------ | ------------------------------------ |

#### 1993–2004: Rückkehr in den professionellen Fußball
Nach dem Wiederaufstieg in die Oberliga Nord ging es in der Saison 1993/94 um die Qualifikation für die neue viergleisige Regionalliga, die der VfB mit Platz neun souverän erreichte. Anders als es ursprünglich vorgesehen war, wurden im Bereich des Norddeutschen Fußball-Verbands und des Nordostdeutschen Fußball-Verbands jeweils eigene Staffeln gebildet, was dazu führte, dass die Regionalliga Nord praktisch die Fortführung der Oberliga Nord war. In der anschließenden Saison in der Regionalliga Nord, die zu diesem Zeitpunkt noch einen sicheren Aufstiegsplatz in die eingleisige 2. Bundesliga hatte, mischte der VfB überraschend in der Spitzengruppe mit und sicherte sich durch ein 6:0 über TuS Hoisdorf und einer zeitgleichen Niederlage des Aufstiegskonkurrenten VfL Osnabrück den Aufstieg in die 2. Bundesliga. Der VfB war damit bis Ende der Saison 2016/17 das einzige Team des Schleswig-Holsteinischen Fußballverbandes, welches in der eingleisigen 2. Bundesliga gespielt hat, zur Saison 2017/18 stieg Holstein Kiel ebenfalls in die eingleisige 2. Bundesliga auf. Um die Auflagen für die 2. Liga zu erfüllen, wurden auch das erste Mal größere Umbaumaßnahmen am Stadion durchgeführt, indem eine ältere Stehtribüne durch eine neue Sitztribüne mit VIP-Logen ersetzt wurde. Einige der zu diesem Zeitpunkt aufgenommenen Kredite sind zu einem Teil verantwortlich dafür, dass der Verein später Insolvenz beantragen musste.
Nach einem guten Start in die Zweitligasaison 1995/96 hatte der VfB lange Zeit nichts mit dem Abstiegskampf zu tun und besiegte insbesondere zu Anfang der Spielzeit mehrere Spitzenvereine wie zum Beispiel den späteren Meister und Bundesligaaufsteiger VfL Bochum. Den Klassenerhalt sicherte das Team sich nach einer etwas schwächeren Rückrunde allerdings erst am vorletzten Spieltag durch einen Sieg gegen Carl Zeiss Jena. Die Saison 1996/97 hingegen verlief von Anfang an deutlich schlechter als im Vorjahr: So konnte die Mannschaft die Abstiegsränge ab dem elften Spieltag nicht mehr verlassen, hielt sich aber auf Platz 15, was dem Verein noch bis zum 33. Spieltag Chancen auf den Klassenerhalt ließ. Am 33. Spieltag verloren die Grün-Weißen jedoch beim direkten Abstiegskonkurrenten FSV Zwickau, so dass der VfB am Rundenende in die Regionalliga abstieg.
In den nächsten Spielzeiten galt die Mannschaft mit Spielern wie Markus Kullig oder Daniel Bärwolf, der 1999 und 2000 Torschützenkönig der Regionalliga wurde, als Mitfavorit für den Aufstieg, verpasste diesen allerdings. Besonders bitter für den VfB war die Saison 1999, als Lübeck am letzten Spieltag den Aufstieg (beziehungsweise die Teilnahme an der Relegation gegen den Vertreter der Regionalliga Nordost) durch eine Niederlage beim Erzrivalen Holstein Kiel verpasste. Noch am Spieltag zuvor hatte der VfB den späteren Regionalliga-Meister VfL Osnabrück geschlagen und diesen damit von der Spitze verdrängt. Erst 2002 gelang dem VfB der Wiederaufstieg in die 2. Bundesliga als Meister der Nordstaffel der inzwischen zweigleisigen Regionalliga, die nun Vereine aus dem Bereich der Verbände Norddeutschlands, Nordostdeutschlands und Westdeutschlands umfasste. Am vorletzten Spieltag besiegte der VfB Lübeck vor 11.500 Zuschauern den Chemnitzer FC mit 2:1 und war auch trotz einer Niederlage beim Dresdner SC nicht mehr vom Aufstiegsplatz zu verdrängen.
Ähnlich den beiden ersten Spielzeiten in der 2. Bundesliga verlief die erste Saison nahezu perfekt für den VfB. Den Klassenerhalt hatte sich der nördlichste Zweitligist mit zehn Punkten Vorsprung vor Eintracht Braunschweig gesichert, und bei einem 6:0 gegen den FC St. Pauli konnte erstmals ein ausverkauftes Stadion gemeldet werden. Der VfB war nun hinter dem HSV die Nummer 2 der beiden nördlichsten Bundesländer.
In der Saison 2003/04 gelang es dem VfB zwar, Meister Nürnberg und Vizemeister Arminia Bielefeld zu bezwingen, doch eine schlechte Rückrunde führte zum Abstieg in die Regionalliga. Nach sieben sieglosen Spielen zu Saisonende wurde der VfB, der noch am 20. Spieltag auf Platz sechs gelegen hatte, bis in die Abstiegszone durchgereicht. Am Ende belegte der Verein den vorletzten Platz in der Rückrundentabelle und mit nur vier Heimsiegen auch den letzten Platz in der Heimtabelle. Trotzdem gelang dem VfB in diesem Jahr auch einer der größten Erfolge der Vereinsgeschichte. Er erzielte durch die Teilnahme am Halbfinale des DFB-Pokals 2003/04, das er mit 2:3 nach Verlängerung bei Werder Bremen verlor, das beste Resultat einer Mannschaft aus Schleswig-Holstein im deutschen Pokal.
| Spielzeit | Liga                 | Ligaebene | Platz | Punkte | Tore  | Anmerkungen                                                      |
| 1993/94   | Amateuroberliga Nord | 3         | 09.   | 27:33  | 51:47 | Eingliederung in die Regionalliga Nord                           |
| 1994/95   | Regionalliga Nord    | 3         | 01.   | 48:20  | 76:39 | Aufstieg in die 2. Bundesliga                                    |
| 1995/96   | 2. Bundesliga        | 2         | 13.   | :0044  | 40:45 |                                                                  |
| 1996/97   | 2. Bundesliga        | 2         | 16.   | :0036  | 32:53 | Abstieg in die Regionalliga                                      |
| 1997/98   | Regionalliga Nord    | 3         | 07.   | :0054  | 59:44 |                                                                  |
| 1998/99   | Regionalliga Nord    | 3         | 02.   | :0073  | 73:33 |                                                                  |
| 1999/00   | Regionalliga Nord    | 3         | 02.   | :0070  | 74:34 |                                                                  |
| 2000/01   | Regionalliga Nord    | 3         | 03.   | :0062  | 69:43 |                                                                  |
| 2001/02   | Regionalliga Nord    | 3         | 01.   | :0065  | 70:46 | Aufstieg in die 2. Bundesliga                                    |
| 2002/03   | 2. Bundesliga        | 2         | 11.   | :0044  | 51:50 |                                                                  |
| 2003/04   | 2. Bundesliga        | 2         | 15.   | :0039  | 47:57 | Abstieg in die Regionalliga, Erreichen des DFB-Pokal-Halbfinales |
| --------- | -------------------- | --------- | ----- | ------ | ----- | ---------------------------------------------------------------- |

#### 2004–2020: Spielzeiten in der Regionalliga und Insolvenzen
Zur Saison 2004/05 musste der VfB wieder in die drittklassige Regionalliga zurückkehren. Den sofortigen Wiederaufstieg verpasste der VfB nur knapp. Nachdem er noch am 35. Spieltag auf dem ersten Platz gelegen hatte, verlor der VfB sein Heimspiel gegen Fortuna Düsseldorf. Dadurch zogen die Konkurrenten Eintracht Braunschweig und SC Paderborn am VfB, der am 37. Spieltag spielfrei hatte, vorbei. Am letzten Spieltag mussten die Lübecker auf Hilfe der Reserve-Mannschaften vom VfL Wolfsburg und Arminia Bielefeld hoffen, die auf Paderborn beziehungsweise Braunschweig trafen. Der VfB besiegte zwar im letzten Spiel den Chemnitzer FC, doch dies reichte nicht, um einen der beiden Vereine von den Aufstiegsplätzen zu verdrängen, da sowohl Paderborn als auch Braunschweig gewannen.
In der darauf folgenden Saison belegte der VfB Lübeck fast die gesamte Hinrunde den ersten oder zweiten Tabellenplatz, fiel aber in der Rückrunde lange Zeit auf Platz drei oder vier zurück und hatte durch eine Niederlage am 37. Spieltag bei Holstein Kiel am letzten Spieltag keine Chance mehr auf den Aufstieg. Nachdem bereits die Saison 2006/07 mit einem neunten Platz für den Verein enttäuschend verlaufen war, blieb 2007/08 der sportliche Erfolg erneut aus, so dass Lübeck sich nicht für die neue 3. Liga qualifizieren konnte und damit in die Viertklassigkeit zurückfiel.
Der Geschäftsführer des VfB, Jürgen Springer, erklärte am 18. Dezember 2007, dass es zuletzt einen „drastischen Zuschauereinbruch“ gegeben habe und geprüft werde, ob der Verein ab der folgenden Saison nur noch in der Verbandsliga Schleswig-Holstein spielen soll. Nach Informationen des Amtsgerichts Lübeck beantragte der VfB Lübeck Anfang April 2008 Insolvenz. Im November 2009 sollten die wichtigsten Gläubiger einem vom Insolvenzverwalter ausgearbeiteten Insolvenzplan zustimmen. Die lübsche Bürgerschaft – die Stadt Lübeck ist einer der Hauptgläubiger – vertagte eine Entscheidung über die Genehmigung des Insolvenzplans vorerst auf Ende Januar 2010. Der Insolvenzplan wurde am 15. Februar 2010 angenommen.
Trotz der finanziellen Probleme erhielt der VfB Lübeck im Sommer 2008 die Lizenz für die viertklassige Regionalliga und belegte in der Saison 2008/09 den achten Platz. In diese Spielzeit startete der VfB mit drei Spielen ohne Punktgewinn, konnte im Anschluss daran zwar eine Siegesserie starten, sich aber nie nennenswert von den Abstiegsrängen absetzen. Der Klassenerhalt wurde erst am 33. Spieltag durch einen 3:0-Sieg über die zweite Mannschaft von Hannover 96 endgültig gesichert. In der folgenden Spielzeit belegte der VfB den neunten Platz: Nach einer Serie von mehreren ungeschlagenen Spielen zu Beginn der Saison, gehörte man kurzzeitig zur Spitzengruppe, ehe acht sieglose Spiele in Folge das Erreichen des Saisonziels (Klassenerhalt) in Frage stellten. Die Rückrunde bestritt der VfB anschließend allerdings ohne nennenswerte Serien, so dass am Ende ein gesicherter Mittelfeldplatz erreicht wurde. Gleiches gelang in der folgenden Spielzeit.
2010/11 spielte der VfB erstmals wieder um den Aufstieg in die Drittklassigkeit mit, verpasste diesen aber als Drittplatzierter hinter dem Chemnitzer FC und dem VfL Wolfsburg II. 2012 wiederum belegten die Lübecker mit Rang 11 einen Platz im unteren Tabellenmittelfeld und qualifizierten sich für die neu eingeführte NFV-Regionalliga.
Am 5. November 2012 musste der Vorstand des VfB beim Amtsgericht Lübeck wieder einen Insolvenzantrag stellen. Den Verein plagte ein Schuldenstand von 450.000 Euro, der bis zum Saisonende auf 700.000 Euro angewachsen wäre, wenn sich kein Investor gefunden hätte. In diesem Falle hätte der VfB als erster Absteiger aus der NFV-Regionalliga festgestanden. Am 19. Dezember 2012 gab der Verein bekannt, dass mehrere Sponsoren bzw. Spender zugesagt hätten, zunächst einen Betrag von 150.000 € zur Deckung der Kosten für den Spielbetrieb ab Januar 2013 zur Verfügung zu stellen. Hinzu kämen Spenden von Fans in Höhe von 18.000 €. Außerdem führte ein Gespräch mit dem Verband zu dem Ergebnis, dass man als Zwangsabsteiger zum Ende der laufenden Saison feststand. Am 1. Januar 2013 wurde schließlich am Amtsgericht Lübeck das Insolvenzverfahren eröffnet. Dadurch wurden alle Spiele der Saison 2012/13 aus der Wertung genommen und der VfB musste in die Schleswig-Holstein-Liga zwangsabsteigen. Dort wurde man in der folgenden Saison mit großem Vorsprung Meister und kehrte über die Aufstiegsrunde in die Regionalliga zurück. Dort wurde der VfB in der ersten Saison nach dem direkten Wiederaufstieg überraschend Siebter. In der Saison 2015/16 geriet er in Abstiegsgefahr, was zur Entlassung von Denny Skwierczynski im April 2016 führte. Unter seinem Nachfolger Michael Hopp, der das Team bis zum Saisonende übernahm, schloss der VfB die Saison mit 45 Punkten, sechs Punkte vor den Abstiegsrängen, auf Platz 7 ab. Durch einen Sieg gegen den ETSV Weiche Flensburg gewann der VfB den Landespokal und qualifizierte sich für den DFB-Pokal.
Zur Saison 2016/17 übernahm der Österreicher Rolf Martin Landerl, der von 2009 bis 2011 beim VfB gespielt hatte, die Mannschaft. In der ersten Pokalrunde schied man gegen den Zweitligisten FC St. Pauli aus. Landerl belegte in seiner ersten Saison in der Regionalliga Nord den 4. Platz. Zum Beginn der Saison 2017/18 wurde Stefan Schnoor als Sportdirektor eingestellt. Wie im Vorjahr belegte der VfB den 4. Platz. In der Saison 2018/19 wurde man mit 3 Punkten hinter der zweiten Mannschaft des VfL Wolfsburg Vizemeister der Nordstaffel. Nach dem Unentschieden im direkten Duell mit den Wolfsburgern Ende November lag man 12 Punkte hinter der Zweitvertretung, verlor jedoch bis zum Saisonende kein Spiel mehr (11 Siege, 3 Unentschieden) und schloss die Saison mit 74 Punkten ab, womit man zum bis dahin besten Zweitplatzierten seit der Regionalliga-Reform 2012 wurde. Durch einen Sieg gegen den SC Weiche Flensburg 08 wurde man erstmals seit 2016 Landespokalsieger und qualifizierte sich für den DFB-Pokal.
In der Saison 2019/20 belegte der VfB am häufigsten die Tabellenspitze und konnte gegen die direkte Konkurrenz aus Bremen, Kiel und Flensburg jeweils punkten; gegen den direkten Verfolger Wolfsburg II gelang ein Sieg, es musste jedoch auch eine Niederlage hingenommen werden. Am 22. Mai 2020 beschloss der Ligaverband NFV, die bereits Mitte März aufgrund der COVID-19-Pandemie abgebrochene Spielzeit zu beenden, zu diesem Zeitpunkt war Lübeck Tabellenerster. Der Verband benannte des Weiteren den Klub als Aufsteiger in die 3. Liga, da die Nord-Staffel in dieser Saison einen Direktaufsteiger stellte. Bereits im November 2019 war Schnoor als Sportdirektor zurückgetreten, sein Nachfolger wurde der bisherige Nachwuchskoordinator Rocco Leeser.
| Spielzeit | Liga                    | Ligaebene | Platz | Punkte | Tore   | Anmerkungen                                                                   |
| 2004/05   | Regionalliga Nord       | 3         | 03.   | 69     | 062:40 |                                                                               |
| 2005/06   | Regionalliga Nord       | 3         | 03.   | 69     | 060:36 |                                                                               |
| 2006/07   | Regionalliga Nord       | 3         | 09.   | 51     | 055:45 |                                                                               |
| 2007/08   | Regionalliga Nord       | 3         | 16.   | 34     | 032:58 | Nicht-Qualifikation zur 3. Liga                                               |
| 2008/09   | Regionalliga Nord       | 4         | 08.   | 45     | 038:34 |                                                                               |
| 2009/10   | Regionalliga Nord       | 4         | 09.   | 49     | 047:48 |                                                                               |
| 2010/11   | Regionalliga Nord       | 4         | 03.   | 69     | 058:36 |                                                                               |
| 2011/12   | Regionalliga Nord       | 4         | 11.   | 38     | 041:47 |                                                                               |
| 2012/13   | Regionalliga Nord       | 4         |       |        |        | Zwangsabstieg in die Schleswig-Holstein-Liga                                  |
| 2013/14   | Schleswig-Holstein-Liga | 5         | 01.   | 93     | 116:17 | Aufstieg in die Regionalliga Nord                                             |
| 2014/15   | Regionalliga Nord       | 4         | 07.   | 50     | 043:44 |                                                                               |
| 2015/16   | Regionalliga Nord       | 4         | 07.   | 45     | 050:46 |                                                                               |
| 2016/17   | Regionalliga Nord       | 4         | 04.   | 55     | 049:38 |                                                                               |
| 2017/18   | Regionalliga Nord       | 4         | 04.   | 61     | 055:41 |                                                                               |
| 2018/19   | Regionalliga Nord       | 4         | 02.   | 74     | 070:23 | Bester Vizemeister seit der Regionalliga-Reform 2012                          |
| 2019/20   | Regionalliga Nord       | 4         | 01.   | 61     | 064:24 | Abbruch der Saison aufgrund der COVID-19-Pandemie und Aufstieg in die 3. Liga |
| --------- | ----------------------- | --------- | ----- | ------ | ------ | ----------------------------------------------------------------------------- |

#### Seit 2020: Gegenwart
Durch den Aufstieg in die 3. Liga trat der VfB Lübeck in der Saison 2020/21 nach 16 Jahren wieder im voll-professionellen Fußball an. Der Aufstiegskader wurde stark verändert. Ahmet Arslan, in der Vorsaison mit 16 Toren bester Torschütze, wechselte zum Zweitligisten und Erzrivalen Holstein Kiel. Neu verpflichtet wurden zahlreiche Spieler mit Profierfahrung wie Mirko Boland, Martin Röser und Soufian Benyamina. Ende August 2020 wurde das Landespokalfinale gegen den Oberligisten SV Todesfelde nachgeholt, das der VfB verlor und daher den Einzug in den DFB-Pokal verpasste. Der VfB Lübeck startete schwach in die Saison. Der erste Saisonsieg gelang erst am 8. Spieltag, war aber der Auftakt zu 4 Siegen in Folge. Es folgten 8 sieglose Spiele, sodass die Mannschaft in den Abstiegskampf geriet. Nach vereinzelten Siegen und Unentschieden stand am vorletzten Spieltag der direkte Wiederabstieg in die Regionalliga Nord fest. Die Saison wurde schließlich mit 35 Punkten auf dem 19. Platz abgeschlossen.
Zur Saison 2021/22 verließ Cheftrainer Rolf Martin Landerl den Verein nach fünf Jahren. Sein Nachfolger wurde der 30-jährige Lukas Pfeiffer, der in der Vorsaison Landerls Co-Trainer gewesen war. Die Mannschaft wurde nahezu komplett neu zusammengestellt. Von den Stammspielern der Vorsaison blieben lediglich Mirko Boland und der Kapitän Tommy Grupe dem Verein erhalten. Zum 1. Januar 2022 wurde ein neuer dreiköpfiger Vorstand unter der Führung des Vorsitzenden Christian Schlichting berufen. Im Zuge der weiteren Professionalisierung wurde zum 1. Februar 2022 mit Sebastian Harms ein hauptamtlicher Sportvorstand eingesetzt. Der Sportdirektor Rocco Leeser, dessen Vertrag am Saisonende ausgelaufen wäre, wurde daraufhin freigestellt. Aufgrund der großen Teilnehmerzahl von 21 Vereinen – in den vergangenen beiden Spielzeiten hatte es aufgrund der COVID-19-Pandemie keine Absteiger gegeben – wurde die Regionalliga Nord in eine Nord- und Süd-Gruppe aufgeteilt. In der Nord-Gruppe erreichte die neuformierte Mannschaft nach einem schleppenden Saisonstart durch 5 Siege aus den letzten 6 Spielen den 5. Platz, der zur Teilnahme an der Meisterrunde gegen die Top 5 der Süd-Gruppe berechtigte. Von den 10 Spielen gegen die Süd-Mannschaften holte der VfB bei einer Niederlage gegen den späteren Meister VfB Oldenburg 5 Siege und 4 Unentschieden. Da die Ergebnisse gegen die Teams der Nord-Gruppe, die ebenfalls in die Meisterrunde einzogen, übertragen wurden, ergab sich daraus in der Endplatzierung der 5. Platz. Anschließend wurde gegen den TSB Flensburg der SHFV-Pokal gewonnen und damit die DFB-Pokal-Qualifikation erreicht.
Zur Saison 2022/23 wurde das Team hauptsächlich durch Spieler mit Drittligaerfahrung verstärkt. Da außer dem VfB nur Hannover 96 für seine zweite Mannschaft eine Drittligalizenz für die kommende Spielzeit beantragt hatte, stand vier Spiele vor dem Saisonende der Aufstieg in die 3. Liga fest. Die Mannschaft schloss die Saison schließlich mit 76 Punkten als Meister ab.
Vor der Saison 2023/24 wurde der Kader weiter durch Spieler mit Drittligaerfahrung ergänzt. Nach einem guten Start mit 6 Punkten aus den ersten 4 Spielen brachen die Leistungen jedoch nach und nach ein. Da der zweite Saisonsieg erst am 12. Spieltag folgte, geriet man in Abstiegsgefahr. Unterdessen schieden die Lübecker auch im SHFV-Pokal im Viertelfinale gegen den Stadtrivalen 1. FC Phönix Lübeck (Regionalliga Nord) aus, womit die Qualifikation für den DFB-Pokal verpasst wurde. Nach dem 17. Spieltag wurde Pfeiffer freigestellt und für die letzten beiden Spiele vor der Winterpause durch den Co-Trainer Bastian Reinhardt ersetzt. Dieser konnte nach einer weiteren Niederlage den dritten Saisonsieg feiern, sodass der VfB mit 17 Punkten aus 20 Spielen auf einem Abstiegsplatz überwinterte. In der Winterpause wurde Florian Schnorrenberg als neuer Cheftrainer verpflichtet. Nach einem Sieg in dessen erstem Spiel folgten acht sieglose Spiele (drei Unentschieden, fünf Niederlagen), sodass sich der Verein bereits im März 2024 wieder von ihm trennte. Nach einem siegreichen Spiel unter Reinhardt, der die erforderliche Pro Lizenz nicht besaß, wurde Jens Martens bis zum Saisonende als Cheftrainer verpflichtet. Nach zwei Punkten aus den ersten fünf Spielen stand am viertletzten Spieltag der Abstieg in die Regionalliga Nord fest. Der VfB schloss die Spielzeit schließlich mit 32 Punkten auf dem 19. Platz als Vorletzter ab.
Zur Saison 2024/25 wurde Guerino Capretti als neuer Cheftrainer verpflichtet. Die Mannschaft wurde nahezu komplett ausgetauscht. Der VfB startete aufgrund zu geringer finanzieller Mittel für Transfers mit nur 15 Profis in die neue Spielzeit und füllte den restlichen Kader mit Spielern aus der zweiten Mannschaft sowie der U19. Ende November 2024 gab der Verein bekannt, innerhalb der kommenden zwei Tage eine Million Euro zu benötigen, um die dritte Insolvenz nach 2008 und 2013 abzuwenden. Durch Spenden, Sponsorengelder und Verzichtserklärungen konnte dieser Betrag rechtzeitig erzielt werden. Die Saison wurde schließlich auf dem 7. Platz beendet. Zudem qualifizierte man sich durch den Gewinn des Landespokals für den DFB-Pokal.
Im Juli 2025 informierte der Verein auf einer außerordentlichen Mitgliederversammlung, dass im März 2025 nochmals ein Fehlbetrag in Höhe von 400.000 Euro durch geplante Einnahmen für die Saison 2025/26 gedeckt werden musste. Eine eingesetzte Expertenkommission analysierte eine „chronische, systematische Unterfinanzierung“. Da in der Sommerpause fast alle Spieler den Verein verließen, musste der Kader nahezu komplett neu aufgebaut werden. Aufgrund der schlechten finanziellen Situation gab der Verein als Ziel den Klassenerhalt aus.
| Spielzeit | Liga              | Ligaebene | Platz   | Punkte | Tore        | Kader | Anmerkungen                      |
| 2020/21   | 3. Liga           | 3         | 19.     | 35     | 041:57      | Kader | Abstieg in die Regionalliga Nord |
| 2021/22   | Regionalliga Nord | 4         | 05. 05. | 33 26  | 40:23 23:17 | –     | Gruppe Nord Meisterrunde         |
| 2022/23   | Regionalliga Nord | 4         | 01.     | 76     | 74:29       | –     | Aufstieg in die 3. Liga          |
| 2023/24   | 3. Liga           | 3         | 19.     | 32     | 37:77       | Kader | Abstieg in die Regionalliga Nord |
| 2024/25   | Regionalliga Nord | 4         | 07.     | 54     | 56:50       | –     |                                  |
| --------- | ----------------- | --------- | ------- | ------ | ----------- | ----- | -------------------------------- |

#### Der VfB Lübeck im DFB-Pokal
Der VfB Lübeck qualifizierte sich seit seiner ersten Austragung insgesamt 21-mal für die Hauptrunde des DFB-Pokals und absolvierte dort insgesamt 32 Spiele. Achtmal überstand der Verein die erste Runde, einmal ist er bis ins Halbfinale vorgedrungen und verpasste den Finaleinzug und eine Teilnahme an einem internationalen Wettbewerb nur knapp.
Bereits 1954 qualifizierten sich die damals zweitklassigen Lübecker für den deutschen Pokal. Vor 15.000 Zuschauern im Olympiastadion in Berlin bezwang die Mannschaft den Berliner Verein Spandauer SV mit 2:1 nach Verlängerung und erreichte die zweite Runde. Beim Süd-Oberligisten VfB Stuttgart lag sie zur Halbzeit überraschend vorn, musste sich aber durch späte Tore den Stuttgartern noch mit 1:5 geschlagen geben.
Erst 20 Jahre später, in der Saison 1974/75, konnte der VfB durch ein 3:1 über die zweite Mannschaft des FC Bayern München wieder für eine zweite Runde qualifizieren, in der er dem FK Pirmasens mit 0:6 unterlag.
Eine besondere Rolle in der Pokalgeschichte des VfB Lübeck nimmt der MSV Duisburg ein: 1997, 2001 und 2003 musste der Verein sich in den ersten Runden den Duisburgern immer wieder nach Verlängerung oder Elfmeterschießen geschlagen geben. 2010/11 gastierte der MSV erneut an der Lohmühle, diesmal unterlag man den Zebras bereits in der regulären Spielzeit mit 0:2.
In der Pokalsaison 2003/04 besiegte das Team auf dem Weg ins Halbfinale Eintracht Rheine mit 2:0 nach Verlängerung, den FC St. Pauli mit 3:2 nach Verlängerung, den Bundesligisten SC Freiburg mit 1:0 und den damaligen Regionalligisten TSG Hoffenheim ebenfalls mit 1:0. Es folgte Lospech; der VfB musste auswärts bei Werder Bremen antreten, konnte überraschend lange mithalten und den späteren Deutschen Meister in die Verlängerung zwingen. Doch nach der Lübecker Führung drehte der SV Werder das Spiel. Umstritten war allerdings das 3:2 durch Nelson Valdez, das laut VfB-Trainer Dieter Hecking durch ein Handspiel zustande kam.
In der Saison 2008/09 gewann der mittlerweile viertklassige Verein den Landespokal mit 2:1 nach Verlängerung über den VfR Neumünster. In der ersten Runde 2009 bekam er den 1. FSV Mainz 05 zugelost, den die Grün-Weißen überraschend mit 2:1 nach Verlängerung bezwingen konnten. In der zweiten Runde konnten sie gegen den VfB Stuttgart lange Zeit eine 1:0-Führung verteidigen und hatten große Chancen auf den Ausbau der Führung. Nach dem Ausgleich der Stuttgarter gegen Ende des Spiels konnten sich diese aber in der Verlängerung mit 3:1 durchsetzen. In der Saison 2012/13 bekam man mit Eintracht Braunschweig einen langjährigen Ligarivalen zugelost, dem man mit 0:3 unterlag. In der Saison 2015/16 unterlag man dem Bundesligaabsteiger SC Paderborn 07 nach einer 1:0-Pausenführung am Ende mit 1:2.
In der Saison 2022/23 gewann der VfB Lübeck im Ostsee-Derby mit 1:0 gegen den zwei Ligen höher spielenden F.C. Hansa Rostock und zog in die 2. Pokalrunde ein. Dort war aber im Vergleich zu 2009 gegen den 1. FSV Mainz 05 nach einem 0:3 Schluss in der zweiten Runde. In der Saison 2023/24 verlor der VfB Lübeck trotz zwischenzeitlicher 1:0-Führung und einem Pausenstand von 1:1 am Ende deutlich mit 1:4 gegen die TSG 1899 Hoffenheim.
| Spielzeit         | Spieltag/Runde | Datum              | Paarung                             | Ergebnis  | Sieger | Zuschauer |
| ----------------- | -------------- | ------------------ | ----------------------------------- | --------- | ------ | --------- |
| DFB-Pokal 1954/55 | 1. Hauptrunde  | 15. August 1954    | Spandauer SV: VfB Lübeck            | 1:2 n. V. |        | 15.000    |
| DFB-Pokal 1954/55 | Achtelfinale   | 21. September 1954 | VfB Stuttgart: VfB Lübeck           | 5:1       |        | 09.000    |
| DFB-Pokal 1966/67 | 1. Hauptrunde  | 14. Januar 1967    | VfB Lübeck: Kickers Offenbach       | 0:1 n. V. |        | 10.000    |
| DFB-Pokal 1967/68 | 1. Hauptrunde  | 21. Januar 1968    | VfB Lübeck: TSV 1860 München        | 0:1       |        | 17.000    |
| DFB-Pokal 1974/75 | 1. Hauptrunde  | 7. September 1974  | VfB Lübeck: Bayern München Amateure | 3:1       |        | 01.300    |
| DFB-Pokal 1974/75 | 2. Hauptrunde  | 21. Dezember 1974  | FK Pirmasens: VfB Lübeck            | 6:0       |        | 01.200    |
| DFB-Pokal 1978/79 | 1. Hauptrunde  | 5. August 1978     | SG Ellingen-Bonefeld: VfB Lübeck    | 3:1       |        | .00700    |
| DFB-Pokal 1979/80 | 1. Hauptrunde  | 25. August 1979    | Reinickendorfer Fuechse: VfB Lübeck | 4:2       |        | .00600    |
| DFB-Pokal 1987/88 | 1. Hauptrunde  | 30. August 1988    | VfB Lübeck: Schwarz-Weiß Essen      | 1:2       |        | 03.500    |
| DFB-Pokal 1992/93 | 1. Hauptrunde  | 18. August 1992    | Jahn Regensburg: VfB Lübeck         | 2:1       |        | 01.500    |
| DFB-Pokal 1995/96 | 1. Hauptrunde  | 26. August 1995    | Greifswalder SC: VfB Lübeck         | 4:1       |        | 01.500    |
| DFB-Pokal 1996/97 | 1. Hauptrunde  | 11. August 1996    | SV Wehen: VfB Lübeck                | 1:2       |        | 01.500    |
| DFB-Pokal 1996/97 | 2. Hauptrunde  | 31. August 1996    | MSV Duisburg: VfB Lübeck            | 1:0 n. V. |        | 05.600    |
| DFB-Pokal 1997/98 | 1. Hauptrunde  | 16. August 1997    | VfB Lübeck: Fortuna Düsseldorf      | 2:1       |        | 04.700    |
| DFB-Pokal 1997/98 | 2. Hauptrunde  | 25. September 1997 | VfB Lübeck: KFC Uerdingen           | 1:4       |        | 05.800    |
| DFB-Pokal 1998/99 | 1. Hauptrunde  | 29. August 1998    | VfB Lübeck: VfB Stuttgart           | 1:2       |        | 13.000    |
| DFB-Pokal 1999/00 | 2. Hauptrunde  | 8. August 1999     | VfB Lübeck: Hannover 96             | 0:1       |        | 05.900    |
| DFB-Pokal 2000/01 | 1. Hauptrunde  | 27. August 2000    | VfB Lübeck: Waldhof Mannheim        | 5:4 n. E. |        | 04.100    |
| DFB-Pokal 2000/01 | 2. Hauptrunde  | 1. November 2000   | VfB Lübeck: MSV Duisburg            | 4:6 n. E. |        | 05.200    |
| DFB-Pokal 2001/02 | 1. Hauptrunde  | 25. August 2001    | VfB Lübeck: SV Werder Bremen        | 2:3       |        | 11.000    |
| DFB-Pokal 2002/03 | 1. Hauptrunde  | 30. August 2002    | VfB Lübeck: MSV Duisburg            | 2:3 n. V. |        | 07.000    |
| DFB-Pokal 2003/04 | 1. Hauptrunde  | 31. August 2003    | FC Eintracht Rheine: VfB Lübeck     | 0:2 n. V. |        | 02.900    |
| DFB-Pokal 2003/04 | 2. Hauptrunde  | 28. Oktober 2003   | FC St. Pauli: VfB Lübeck            | 2:3 n. V. |        | 18.400    |
| DFB-Pokal 2003/04 | Achtelfinale   | 3. Dezember 2003   | VfB Lübeck: SC Freiburg             | 1:0       |        | 11.500    |
| DFB-Pokal 2003/04 | Viertelfinale  | 3. Februar 2004    | TSG Hoffenheim: VfB Lübeck          | 0:1       |        | 06.800    |
| DFB-Pokal 2003/04 | Halbfinale     | 16. März 2004      | SV Werder Bremen: VfB Lübeck        | 3:2 n. V. |        | 38.700    |
| DFB-Pokal 2004/05 | 1. Hauptrunde  | 21. August 2004    | VfB Lübeck: Borussia Dortmund       | 0:1       |        | 16.800    |
| DFB-Pokal 2006/07 | 1. Hauptrunde  | 10. September 2006 | VfB Lübeck: TSV 1860 München        | 1:0       |        | 07.400    |
| DFB-Pokal 2006/07 | 2. Hauptrunde  | 24. Oktober 2006   | VfB Lübeck: Wacker Burghausen       | 4:5 n. E. |        | 05.000    |
| DFB-Pokal 2009/10 | 1. Hauptrunde  | 31. Juli 2009      | VfB Lübeck: 1. FSV Mainz 05         | 2:1 n. V. |        | 07.800    |
| DFB-Pokal 2009/10 | 2. Hauptrunde  | 23. September 2009 | VfB Lübeck: VfB Stuttgart           | 1:3 n. V. |        | 16.500    |
| DFB-Pokal 2010/11 | 1. Hauptrunde  | 13. August 2010    | VfB Lübeck: MSV Duisburg            | 0:2       |        | 06.200    |
| DFB-Pokal 2012/13 | 1. Hauptrunde  | 17. August 2012    | VfB Lübeck: Eintracht Braunschweig  | 0:3       |        | 06.411    |
| DFB-Pokal 2015/16 | 1. Hauptrunde  | 9. August 2015     | VfB Lübeck: SC Paderborn 07         | 1:2       |        | 07.558    |
| DFB-Pokal 2016/17 | 1. Hauptrunde  | 19. August 2016    | VfB Lübeck: FC St. Pauli            | 0:3       |        | 13.000    |
| DFB-Pokal 2019/20 | 1. Hauptrunde  | 11. August 2019    | VfB Lübeck: FC St. Pauli            | 6:7 n. E. |        | 11.000    |
| DFB-Pokal 2022/23 | 1. Hauptrunde  | 30. Juli 2022      | VfB Lübeck: F.C. Hansa Rostock      | 1:0       |        | 10.351    |
| DFB-Pokal 2022/23 | 2. Hauptrunde  | 18. Oktober 2022   | VfB Lübeck: 1. FSV Mainz 05         | 0:3       |        | 09.974    |

#### Ligazugehörigkeit
Der VfB Lübeck konnte in seiner Vereinsgeschichte seine Eigenschaft als Fahrstuhlmannschaft nie ablegen und verbrachte zwischen 1933 und 2024 insgesamt 23 Jahre in der Erstklassigkeit, 22 in der Zweitklassigkeit, 18 in der Drittklassigkeit, 26 in der Viertklassigkeit und ein Jahr in der Fünftklassigkeit. Insgesamt 23 Mal wechselte der Verein dabei seine Ligazugehörigkeit und wurde dabei zwei Mal innerhalb kürzester Zeit von der Zweitklassigkeit in die Viertklassigkeit durchgereicht. Demgegenüber schaffte es der Verein auch einmal, innerhalb von zwei Jahren von der Viert- in die Zweitklassigkeit aufzusteigen. Mit mittlerweile 34 Saisons ist der VfB der Verein im Bereich des DFB, der die meiste Zeit in den verschiedenen Regionalligen verbrachte (Stand: nach der Saison 2023/24).

#### Erfolge
- Meister der Bezirksklasse[40] 1927, 1928, 1929[41][42]
- Nordmark-Meister 1928[41][42]
- Meister der Bezirksliga Lübeck/Mecklenburg 1924[43]
- Bezirksmeister (höchste Spielklasse) 1946
- Teilnahme an der Aufstiegsrunde zur Bundesliga 1969
- Meister der drittklassigen Regionalliga Nord 1995, 2002
- Aufstieg in die eingleisige 2. Bundesliga 1995, 2002
- Meister der viertklassigen Regionalliga Nord 2020, 2023
- Aufstieg in die 3. Liga 2020, 2023
- Halbfinale im DFB-Pokal gegen Werder Bremen 2004
- Landespokalsieger Schleswig-Holstein 1956, 1987, 1992, 1995, 1998, 1999, 2000, 2001, 2006, 2009, 2010, 2012, 2015, 2016, 2019, 2022, 2023, 2025
- Regionalpokalsieger Norddeutschland[44] 1954, 1966, 1967
- SHFV-Hallenmeister 1999, 2000, 2011
- Mit 12 Meisterschaften ist der VfB Rekordmeister der Schleswig-Holstein-Liga.

Als VfR Lübeck, Polizei Lübeck oder Alemannia Lübeck nahmen Vorgängervereine des VfB Lübeck auch regelmäßig an norddeutschen Meisterschaften teil.

### Ehemalige Trainer und Spieler
Alle bisherigen Trainer des VfB Lübeck sind in der Liste der Trainer des VfB Lübeck aufgeführt. Alle Spieler, die seit 1994 für den Verein zum Einsatz kamen, sind in der Liste der Spieler des VfB Lübeck aufgelistet.

### VfB Lübeck II
Im Gegensatz zu vielen anderen Vereinen besaß der VfB Lübeck einige Jahre keine U23, sondern eine U21. Eine zweite Mannschaft des VfB Lübeck spielte bereits 1970/71 als in dieser Saison einzigen Nachwuchsmannschaft in der Landesliga Schleswig-Holstein, musste aber sofort wieder absteigen. Nachdem die Mannschaft nach zwei Aufstiegen im Jahr 2001/02 wieder in die Verbandsliga zurückkehren konnte, konnte sie 2004 das erste Mal die Verbandsliga Schleswig-Holstein gewinnen und stieg in die viertklassige Oberliga Nord auf. Mit nur 5 Siegen stieg die Mannschaft allerdings sofort wieder aus der vierten Liga ab. In der darauf folgenden Saison reichte es nur zu einem Mittelfeldplatz in der fünftklassigen Verbandsliga, im Jahr darauf belegte die Lübecker U21 Platz 3. Da keine der vor dem VfB II stehenden Mannschaften eine Lizenz beantragte oder erteilt bekommen hatte, durfte der VfB II erneut in die viertklassige Oberliga Nord aufsteigen (2006/07).
In jener Saison traf zum ersten Mal eine zweite Mannschaft des VfB Lübeck auf die erste Mannschaft des großen Rivalen Holstein Kiel. Zwar gewann die U21 des VfB Lübeck beide Spiele, belegte am Ende allerdings wie schon in der Saison 2004/05 nur den vorletzten Platz und stieg in die neu geschaffene Schleswig-Holstein-Liga ab. Hier konnte die Mannschaft zwischen 2008 und 2011 problemlos die Klasse halten (das beste Resultat war der vierte Platz in der Spielzeit 2010/11) und stellte in den drei Spielzeiten jeweils die jüngste Mannschaft der Liga.
Im Zuge der zweiten Insolvenz des Vereins musste die U21 zur Saison 2013/14 in die sechstklassige Verbandsliga Süd-Ost absteigen.
In der Saison 2017/2018 konnte die neu formierte U23 mit einer fast perfekten Saison unter Trainer Serkan Rinal wieder in die fünfklassige Oberliga aufsteigen.

### Weitere Mannschaften
Die U19 spielt in der Saison 2013/14 in der A-Jugend-Bundesliga. Seit der ersten deutschen A-Jugendmeisterschaft 1969 (mit U18-Mannschaften, ab 2001 mit U19-Mannschaften) vertraten die A-Junioren des VfB den SHFV sechs Mal (1975, 1976, 1978, 1981, 1982, 1983) und liegen in dieser Hinsicht vor dem VfB Kiel und Holstein Kiel mit je drei Malen. Größter Erfolg war dabei das Erreichen des Viertelfinals 1983, das gegen den 1. FC Kaiserslautern verloren wurde.
Neben der U19 spielt auch die U17 in der zweitklassigen Regionalliga Nord. Nachdem die U17 2006/07 die Meisterschaft in der Schleswig-Holstein-Liga gewonnen hatte, konnte sie sich seit 2007 in der Spielklasse halten und erreichte 2011 und 2013 die Relegation zur Bundesliga. 1998 gewann sie die norddeutsche B-Jugend-Meisterschaft und ist damit eine von drei Mannschaften aus Schleswig-Holstein überhaupt (Die A-Junioren von Phönix Lübeck und die C-Junioren von Holstein Kiel wurden 1964 beziehungsweise 1984 Nordmeister), der das im Jugendbereich gelang. Auf Bundesebene gelang hingegen nur zwei Mal die Teilnahme an der deutschen B-Jugend-Meisterschaft (1979, 1984), der VfB liegt somit bei der Anzahl der Teilnahmen hinter dem VfB Kiel (drei) und Holstein Kiel (acht).
Die U15 gehörte bereits mehrmals zu den Teilnehmern an der erstklassigen Regionalliga Nord.
Neben der zweiten Mannschaft gibt es seit 2008 eine 3. Herren-Mannschaft die zur Spielzeit 2013/14 siebtklassig ist und seit 2014 auch eine 4. Herren-Mannschaft die zur Saison 2014/15 zehntklassig ist und bereits seit längerer Zeit eine Altherren-Mannschaft. Im Jugendbereich meldet der VfB auch weitere Jugendmannschaften unterhalb der C-Junioren.
Siehe Daten zu den deutschen Meisterschaften der A- und B-Junioren mit Beteiligung des VfB Lübeck
2011 ging der VfB eine Kooperation mit dem Frauenfußball-Verein FFC Oldesloe 2000 ein, so dass dieser 2011/12 seine Heimspiele auf dem Lübecker Buniamshof austragen durfte und das VfB-Logo auf dem Trikot trug. Geplant war, die Zweitligamannschaft des FFC zur Saison 2012/13 in den VfB Lübeck zu integrieren, was jedoch im Januar 2012 verworfen wurde.

### Rivalitäten und Beziehungen zu anderen Vereinen
Während der Geschichte des VfB galten insgesamt zwei Vereine als große Rivalen der Grün-Weißen. Zum einen der 1. FC Phönix Lübeck, zum anderen Holstein Kiel. Die Rivalität zu Phönix ergab sich vor allen Dingen durch die Frage nach der Nummer eins in Lübeck. Diesen Status hatte bis in die 1930er Jahre eindeutig Phönix Lübeck, bis Polizei Lübeck in der Gauliga Nordmark insgesamt stärker war. Nach dem Krieg trafen Phönix und der VfB erstmals häufiger aufeinander, wobei der VfB in diesen Jahren zum Teil bereits eine Klasse höher spielen konnte, so zum Beispiel in einigen Jahren der zweitklassigen Regionalliga. Nachdem der VfB nur noch viertklassig war, kam es in der Verbandsliga Schleswig-Holstein zu einer großen Anzahl an der Derbys, bis der VfB in die Amateuroberliga Nord aufsteigen konnte und die Vereine seither nicht mehr aufeinander trafen. Insgesamt ist die Bilanz gegen Phönix positiv. Ein besonderes Duell war unter anderem ein 7:5-Sieg des VfB in der Verbandsliga.
Eine Rivalität kam zwischen Holstein Kiel und dem VfB Lübeck erst nach dem Krieg auf, als die beiden Vereine vermehrt aufeinander trafen. Im direkten Duell sieht die Bilanz der Lübecker negativ aus, insbesondere in den direkten Aufeinandertreffen im Landespokal konnten die Lübecker nur selten einen Sieg über die Holsteiner erringen. Besondere Duelle zwischen den Vereinen war ein 2:1-Sieg von Holstein Kiel am letzten Spieltag der Saison 1999, mit dem die Kieler den Aufstieg des VfB Lübeck verhinderten, sowie ein 5:2-Sieg des VfB in der Saison 2001/02.
Der Hauptgrund für das Entstehen der Rivalität war die Frage nach der Nummer eins in Schleswig-Holstein; nach dem Krieg war dies bis auf wenige Ausnahmen entweder der VfB Lübeck oder Holstein Kiel. Nachdem die Rolle der Nummer eins im Bundesland nach Kriegsende zunächst noch häufiger wechselte, konnten Holstein Kiel (Großteil der 1950er-, 1970er-, 1980er- und 2010er-Jahre) und der VfB Lübeck (Großteil der 1990er- und 2000er-Jahre) diese Rolle auch über längere Zeit einnehmen.
In der Vereinsgeschichte galt auch der FC St. Pauli, mit dem man unter anderem 1969 um die Aufstiegsrunde zur Bundesliga kämpfte, als größerer Rivale beziehungsweise gelegentlich auch als Derbygegner. Insbesondere ein 6:0-Sieg des Regionalligaaufsteigers VfB gegen den Bundesligaabsteiger St. Pauli aus der Zweitligasaison 2002/03 ist hierbei erwähnenswert, weil die in den 1990er Jahren umgebaute Lohmühle zum ersten Mal offiziell ausverkauft war. Spiele gegen weitere Vereine (oder deren Amateurmannschaften) aus den Bundesländern Bremen, Hamburg, Niedersachsen und Mecklenburg-Vorpommern werden gelegentlich ebenfalls als Nordderby oder kleines Nordderby bezeichnet und sorgen grundsätzlich für gute Zuschauerzahlen, haben aber sportlich nicht den Wert der drei zuvor genannten Begegnungen. Gleiches gilt für Spiele gegen ambitionierte Mannschaften aus Schleswig-Holstein, vor allen Dingen gegen den VfR Neumünster, den Itzehoer SV, Eutin 08 und den Heider SV.
Siehe Daten zu allen Spielen gegen Holstein Kiel, den 1. FC Phönix Lübeck und den FC St. Pauli
Obwohl die Spielstätten der beiden Vereine nicht weit voneinander entfernt sind und damit zum Teil eine Konkurrenzsituation um Zuschauereinnahmen entsteht, besteht zwischen dem VfB und dem Handball-Zweitligisten VfL Lübeck-Schwartau (bis 2017 im Handball firmierend unter dem Vereinsnamen VfL Bad Schwartau) ein freundschaftliches Verhältnis. In vielen Bereichen arbeiten der Fußball- und der Handballverein eng zusammen. Auch eine Fanfreundschaft mit dem Hamburger SV ist existent. Dies beruht auch auf dem Umstand, dass viele Fans des HSV aus dem Raum Lübeck kommen und beiden Vereinen nahestehen. Außerdem trafen beide Vereine seit Einführung der Bundesliga im Jahr 1963 nicht mehr in einem Pflichtspiel aufeinander, womit kein direktes sportliches Konkurrenzverhältnis besteht. Seit 1963 spielte der Hamburger SV nur noch in Testspielen gegen den VfB Lübeck im Stadion an der Lohmühle, die stets hohe Zuschauerzahlen aufweisen konnten, da die Zuschauer aus Lübeck die „Stars“ des HSV aus nächster Nähe erleben wollten. Zudem hat der Hamburger SV bereits einige eigene Freundschaftsspiele im Lübecker Stadion ausgetragen, beispielsweise im Juli 2010 gegen Juventus Turin oder im August 2014 gegen Lazio Rom. Im April 2013 trat der HSV auf der Lohmühle gegen den VfB zu einem „Retterspiel“ an, wodurch ein „Grundstein für die Rettung“ des VfB Lübeck gelegt wurde. Gemeinsam mit den HSV-Fans „teilt“ der VfB die Rivalität zu Holstein Kiel und zum FC St. Pauli.

## Profimannschaft

### Aktueller Kader 2025/26
- Stand: 15. August 2025[57]

| Nr.        | Nat.                       | Name                  | Geburtstag (Alter) | Beim VfB seit *       | Vertrag bis           |
| Tor        |                            |                       |                    |                       |                       |
| 01         | Deutschland                | Finn Böhmker          | 2. Mai 2004 (21)   | 2025                  | 2026                  |
| 21         | Deutschland                | Phillip Diestel       | 16. Okt. 2006 (18) | 2016                  | 2026                  |
| Abwehr     |                            |                       |                    |                       |                       |
| 04         | Ukraine                    | Jehor Meleniwskyj     |                    | 2025                  | 2026                  |
| 05         | Deutschland                | Luca Menke            | 18. Juni 2000 (25) | 2024                  | 2026                  |
| 13         | Deutschland                | Marvin Thiel          | 29. Jan. 1995 (30) | 2022                  | 2027                  |
| 37         | Deutschland                | Joel Amadi            | 13. Okt. 2003 (21) | 2025                  | 2026                  |
| 41         | Deutschland                | Henry Jeschonek II    | 11. Sep. 2007 (17) | 2018                  | 2026                  |
| 42         | Deutschland                | Samuel Schwoon II     | 12. März 2006 (19) | 2019                  | 2026                  |
| 45         | Deutschland                | Pierre Becken         | 28. Sep. 1987 (37) | Spielender Co-Trainer | Spielender Co-Trainer |
| 46         | Deutschland                | Torben Sachau II      | 26. Okt. 2006 (18) | 2020                  | 2026                  |
| Mittelfeld |                            |                       |                    |                       |                       |
| 06         | Deutschland                | Bjarne Pfundheller    | 19. Juni 2006 (19) | 2025                  | 2026                  |
| 08         | Deutschland                | Mikail Polat          | 21. Juni 2003 (22) | 2025                  | 2026                  |
| 18         | Deutschland                | Nemo Philipp          | 3. Sep. 2001 (23)  | 2025                  | 2026                  |
| 19         | Deutschland                | Fabian Istefo         | 19. Okt. 1993 (31) | 2025                  | 2026                  |
| 20         | Deutschland                | Rohin Shivani         | 19. Feb. 2006 (19) | 2025                  | 2026                  |
| 22         | Deutschland                | Colin Ulrich          | 8. Dez. 2003 (21)  | 2025                  | 2026                  |
| 23         | Albanien                   | Dardan Karimani       | 23. Nov. 1998 (26) | 2025                  | 2026                  |
| 39         | Deutschland                | Julian Albrecht       | 31. Aug. 2001 (23) | 2024                  | 2026                  |
| 43         | Deutschland                | Jaromir Grimm II      | 1. Sep. 2007 (17)  |                       | 2026                  |
| Sturm      |                            |                       |                    |                       |                       |
| 07         | Deutschland                | Ware Pakia            | 11. Feb. 2002 (23) | 2025                  | 2026                  |
| 09         | Kroatien                   | Antonio Verinac       | 27. Dez. 2004 (20) | 2025                  | 2026                  |
| 10         | Deutschland                | Manuel Farrona Pulido | 1. Mai 1993 (32)   | 2022                  | 2026                  |
| 28         | Deutschland                | Ramiz Demir II        | 14. Apr. 2005 (20) | 2023                  | 2026                  |
| 44         | Deutschland                | Mika Lehnfeld         | 6. Dez. 2005 (19)  | 2015                  | 2026                  |
| 47         | Deutschland                | Linus Goldmann II     | 11. Feb. 2006 (19) | 2021                  | 2026                  |
|            | Palastina Autonomiebehörde | Ali Abu-Alfa          | 28. Aug. 1999 (25) | 2025                  | 2026                  |

### Kaderveränderungen 2025/26
| Zugänge            | Zugänge                                   | Zugänge |
| Spieler            | Abgebender Verein                         |         |
| Sommerpause 2025   | Sommerpause 2025                          |         |
| ------------------ | ----------------------------------------- | ------- |
| Finn Böhmker       | VfB Stuttgart (II)                        |         |
| Fabian Istefo      | Malvern City FC                           |         |
| Bjarne Pfundheller | Hannover 96 (U19)                         |         |
| Ware Pakia         | Hamburger SV (II)                         |         |
| Nemo Philipp       | UC Santa Barbara Gauchos (College Soccer) |         |
| Mikail Polat       | Werder Bremen (II)                        |         |
| Rohin Shivani      | VfL Osnabrück (Leihe)                     |         |
| Colin Ulrich       | USC Paloma Hamburg                        |         |
| Antonio Verinac    | ETSV Hamburg                              |         |
| Nach Saisonbeginn  |                                           |         |
| Joel Amadi         | war vereinslos                            |         |
| Dardan Karimani    | war vereinslos                            |         |
| Jehor Meleniwskyj  | war vereinslos                            |         |

| Abgänge          | Abgänge                               | Abgänge |
| Spieler          | Aufnehmender Verein                   |         |
| Sommerpause 2025 | Sommerpause 2025                      |         |
| ---------------- | ------------------------------------- | ------- |
| Bent Andresen    | Vertragsende → Kickers Emden          |         |
| Herdi Bukusu     | Vertragsende → FSV Frankfurt          |         |
| Kevin Bukusu     | Vertragsende → RFC Seraing            |         |
| Gavin Didzilatis | Vertragsende                          |         |
| Perry Dodoo      | Vertragsende → SV Todesfelde          |         |
| Felix Drinkuth   | Vertragsende → Eintracht Norderstedt  |         |
| Tom Geerkens     | Vertragsende → SC Fortuna Köln        |         |
| Moritz Göttel    | Vertragsende → SC Weiche Flensburg 08 |         |
| Robin Kölle      | Vertragsende → SV Drochtersen/Assel   |         |
| Jakob Korte      | Preußen Münster (Leihende)            |         |
| Noah Oberbeck    | Vertragsende → SV Meppen              |         |
| Luc Otzmann      | Vertragsende → FC Schalke 04 (U19)    |         |
| John Posselt     | Vertragsende → SC Paderborn 07 (II)   |         |
| Lukas Schmitt    | Vertragsende → FC Anker Wismar        |         |
| Leon Sommer      | Vertragsende → TSV Havelse            |         |
| Morten Wahl      | Vertragsende → ETSV Hamburg           |         |
| Jannik Westphal  | Vertragsende → FC St. Pauli (II)      |         |
| Jorik Wulff      | Vertragsende → SV Drochtersen/Assel   |         |

### Trainerstab
| Funktion       | Name             | Seit |
| -------------- | ---------------- | ---- |
| Cheftrainer    | Guerino Capretti | 2024 |
| Co-Trainer     | Pierre Becken    | 2024 |
| Torwarttrainer | Lukas Oden       | 2025 |

## Spielstätten
Die Fußballabteilung des VfB nutzt die Sportanlage rund um das Stadion an der Lohmühle. Während die Jugendmannschaften sowie die zweite und dritte Herrenmannschaft meist die Nebenplätze nutzen, spielt im Stadion hauptsächlich die Drittligamannschaft des VfB. Bei besonderen Spielen, wie zum Beispiel den Duellen mit der Reservemannschaft von Holstein Kiel oder Spielen in der ehemaligen Oberliga Nord, weicht auch die zweite Mannschaft auf das Stadion aus.
Das Stadion hat aktuell ein Fassungsvermögen von 10.434 Zuschauern. Ursprünglich errichtet wurde es bald nach der Gründung des Ballspielvereins Vorwärts von 1919. Ab 1933 wurde das Stadion vom VfB-Vorläufer Ordnungspolizei Lübeck genutzt, kurz darauf war die Lohmühle das einzige von der SVP verwendete Stadion. Die größten Umbaumaßnahmen am Stadion wurden nach dem erstmaligen Aufstieg in die 2. Bundesliga vorgenommen: So hatte der Verein Sicherheitsauflagen erfüllen müssen und baute zusätzlich die seit 1936 bestehende Haupttribüne um, womit auch VIP-Logen errichtet wurden.
Bis in die 1930er Jahre hinein benutzte die SG-Ordnungspolizei Lübeck insbesondere die Sportstätte Kasernenbrink, den der Verein in den Vorjahren so umbaute, dass dieser für die Gauliga verwendungsfähig war. Die Sportstätte musste der Verein kurz nach 1933 auf Drängen der Wehrmacht verlassen. Daneben kaufte der Verein 1931/32 für 3000 Mark das Stadion „Wilhelmshöhe“ vom damals beigetretenen VfR Lübeck und besaß weiterhin einen Sportplatz auf einem ehemaligen Kasernenhof an der Fackenburger Allee. Nach 1945 waren diese Stadien oder Plätze entweder zerstört oder gingen in den Besitz anderer Vereine über. In jüngerer Vergangenheit nutzten die VfB-Fußballer auch das Stadion Buniamshof.
Die Badminton-Abteilung und Tischtennis-Abteilung spielen in verschiedenen, größtenteils kleinen Sporthallen in der Hansestadt. Die Badminton-Abteilung benutzt derzeit sowohl die Sporthalle Gotthard-Kühl-Schule als auch die Hansehalle, die die größte Halle in Lübeck ist. Die Hansehalle steht einige hundert Meter vom Stadion an der Lohmühle entfernt und wird auch vom VfL Lübeck-Schwartau in der 2. Handball-Bundesliga genutzt. Die Tischtennis-Abteilung trägt ihre Heimspiele in unterschiedlichen Sporthallen aus.

## Tischtennis

### Überblick
Die Herrenmannschaft spielte seit 1981/82 in der 2.Tischtennis-Bundesliga. 1988/89 gelang dem Verein zwar erstmals der Aufstieg in die 1. Bundesliga, er konnte sich hier jedoch zunächst nur ein Jahr halten. Als erfolgreichste Zeit der Herren gelten die 1990er Jahre, in denen sie zweimal den ETTU-Cup gewinnen konnten und über mehrere Jahre hinweg in der Bundesliga vertreten waren. Auch die Damen errangen mehrere Erfolge: Sie gewannen neben zwei deutschen Meisterschaften 1997 und 1998 auch einmal den Tischtennis-Europapokal. Der Verein, der aktuell in der Verbandsliga spielt, nannte sich in den 1990er Jahren für kurze Zeit auch Team Galaxis Lübeck.

### Geschichte
1937 wurde die Tischtennisabteilung innerhalb des Vereins Polizei Lübeck gegründet. Ab 1940 gab es eine Damenmannschaft. Maßgeblich am Aufbau der Abteilung waren Karl-Heinz Eckardt, der auch Präsident des DTTB war, und Jupp Schlaf beteiligt.
1950 und 1988 gewannen die Herren die norddeutsche Mannschaftsmeisterschaft, die Mannschaft 1950 bestand dabei aus Missunas, Kiese, Waldemar Upmanis, Ewald Dworatzek, Schlaf, Franz Klünder und Boß.
Ab Mitte der 1950er dominierte die Damen-Mannschaft im Verein. Obwohl Hannelore Schlaf ihrem Mann Jupp nach Frankfurt gefolgt war (und dort in den 1950er Jahren mit Eintracht Frankfurt Deutsche Mannschaftsmeisterin wurde), gehörten die Lübeckerinnen weiterhin zu den erfolgreichen Mannschaften in Schleswig-Holstein. Als die Oberliga Nord der Damen 1959 gegründet wurde, konnten sie sich jedoch nicht qualifizieren. Erst 1967 gelang zunächst für ein Jahr der Aufstieg in die norddeutsche Eliteklasse, ehe der Aufstieg erneut gelang. Zwar konnte die Mannschaft hinter dem Kieler TTK Grün-Weiß zunächst Platz zwei erringen, aber nach der Saison verließen Jutta Trapp (zurück zum TSC Berlin 1893) und Annegret Steffien (zum TTC Ramsharde nach Flensburg) den Verein, der daraufhin seine Mannschaft aus der Oberliga abmeldete, weil kein adäquater Ersatz verpflichtet werden konnte. Kurz darauf meldeten die Herren wieder höhere Ansprüche an: Nach dem Abstieg in der Saison 1960/61 gelang der ersten Mannschaft 1971 der Wiederaufstieg in die Herren-Oberliga. Bis zum Abstieg 1974 konnten sich die Lübecker drei Jahre hier halten.
Anschließend dauerte es sieben Jahre – inzwischen (1976) war der Sportjournalist Uwe Freise Abteilungsleiter geworden – bis der VfB wieder zweitklassig spielte. 1981 gelang der Aufstieg in die Zweite Tischtennis-Bundesliga. Bald etablierten die Lübecker sich als eines der führenden Teams in Schleswig-Holstein. Mit Spielern wie Jaroslav Kunz und Liang Geliang konnte sich der VfB Lübeck in die Spitze der zweiten Liga spielen. In der Spielzeit 1986/87 kam es zu einem Kopf-an-Kopf-Rennen mit Germania Schnelsen aus Hamburg. Das Hinspiel in der Lübecker Hansehalle war unentschieden ausgegangen und beide Mannschaften hatten sämtliche anderen Spiele sicher gewonnen, so dass das Rückspiel in Hamburg über die Meisterschaft entscheiden musste. Vor 2.400 Zuschauern in der Sporthalle Wandsbek hatten die Schnelsener das bessere Ende für sich und stiegen in die Bundesliga auf.

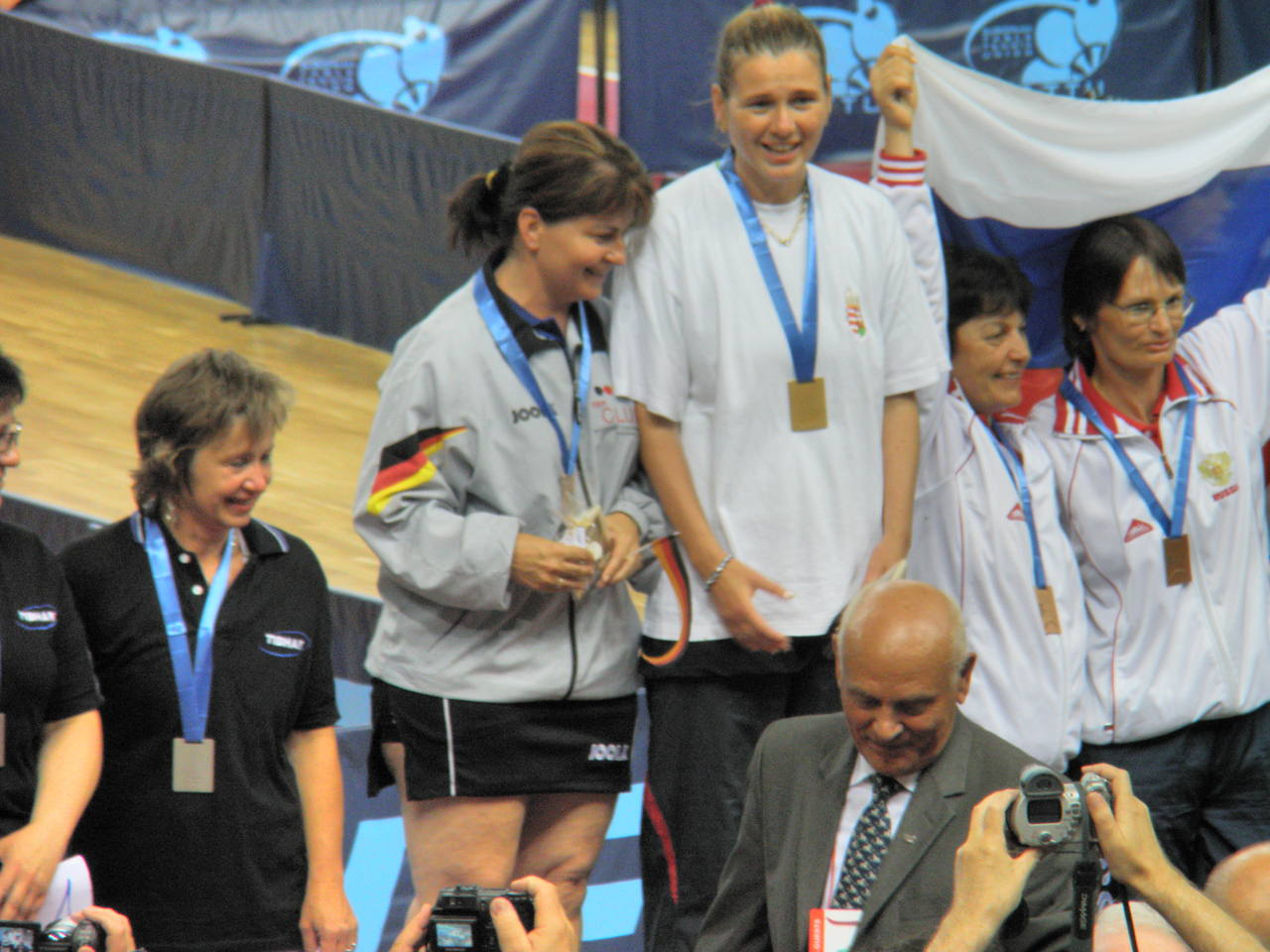
Olga Nemes spielte von 1995 bis 2000 bei den Lübeckern und gehörte zur Meister- und Europapokalsieger-Mannschaft

Doch ein Jahr später erfolgte unangefochten der Bundesligaaufstieg. 1991 nannte sich die Abteilung um in VfB-TT im VfB Lübeck und wurde selbständig. Im selben Jahr gewann die Mannschaft den DTTB-Pokal. 1992 holte Lübeck gegen Falkenbergs BTK den ETTU Cup. Am 8. Juni 1995 erfolgte die nächste Namensänderung in Team Galaxis Lübeck (nach dem Sponsor Galaxis, einer Vertriebsgesellschaft für Satellitenanlagen). Am Ende der Saison 1996/97 erfolgte der Abstieg in die 2.BL. Gegen diesen Abstieg klagte Lübeck vergeblich vor einem Zivilgericht; es reklamierte eine Wettbewerbsverzerrung durch den Verein TTF Bad Honnef, der einen angekündigten Rückzug widerrief. Zwar stieg Lübeck sofort wieder auf, aber es stellten sich finanzielle Probleme ein. Daraufhin verließen Peter Franz und bei den Damen Ni Xialian den Verein. Auch die 2. Herrenmannschaft, die den Aufstieg in die 2. Bundesliga geschafft hatte, wurde zurückgezogen. Manager Uwe Freise trat im August 1998 zurück. Anfang 1999 trennte sich der Verein vom Sponsor Team Galaxis und nannte sich wieder VfB Lübeck.
Zwischenzeitlich konnten auch die Damen wieder von sich reden machen. Sie stiegen 1985 die Oberliga Hamburg/Schleswig-Holstein und 1988 in die Regionalliga Nord auf. Mitte der 1990er Jahre erreichten sie die 1. Bundesliga und wurden 1997 in der Besetzung Chen Jing, Olga Nemes, Alena Suchanek und Diana Bakker deutscher Meister. 1998 gewannen sie den Europapokal der Landesmeister, einen der wichtigsten Titel im Tischtennissport, durch einen Sieg gegen das ungarische Team Statisztika Metalloglobus mit 4:1, 1:4 und 4:3. Nach einigen bedeutenden Erfolgen zog der Verein 2002 die Mannschaft trotz eines zweiten Platzes in dieser Saison aus der 2. Bundesliga zurück. Die 1. Herrenmannschaft spielt derzeit in der Verbandsliga Schleswig-Holstein, die Damenmannschaft wurde 2005 wieder gegründet und tritt derzeit in der Landesliga Süd an.

### Erfolgreiche Mannschaften
| Titel                              | Spieler                                                   |
| ---------------------------------- | --------------------------------------------------------- |
| TT-Intercup 1990                   | Wang Yansheng, Colum Slevin, Roland Krmaschek             |
| Deutscher Pokal 1991               | Wang Yansheng, Peter Franz, Colum Slevin                  |
| ETTU-Cup 1992                      | Wang Yansheng, Peter Franz, Roland Krmaschek              |
| ETTU-Cup 1994                      | Wang Yansheng, Peter Franz, Roland Krmaschek, Joseph Hong |
| Deutscher Meister 1997             | Chen Jing, Olga Nemes, Alena Suchanek, Diana Bakker       |
| Deutscher Meister 1998             | Chen Jing, Olga Nemes, Alena Suchanek, Diana Bakker       |
| Europapokal der Landesmeister 1998 | Chen Jing, Olga Nemes, Alena Suchanek, Diana Bakker       |

## Badminton

### Geschichte
Der VfB Lübeck war im Badminton einer der Vorreiter in der Bundesrepublik. Insbesondere zu Beginn der 1960er Jahre errang der VfB große Erfolge. Nach drei Vizemeisterschaften zwischen 1959 und 1962 holte die Mannschaft der Lübecker mit den Spielern Jürgen Jipp, Ulrich Adler, Uwe Schicketanz, Manfred Puck, Annelie Hennen und Bärbel Wichmann das erste Mal die deutsche Mannschaftsmeisterschaft in die Hansestadt. Weiterhin konnte das Damendoppel des VfB aus Annelie Hennen und Bärbel Wichmann zweimal sowie das Herrendoppel aus Jürgen Jipp und Manfred Puck einmal die deutsche Meisterschaft holen. Sowohl das Damendoppel als auch das Herrendoppel konnten bis 1964 auch mehrere Vizemeisterschaften erringen.
Nach 1964 machte der VfB vor allen Dingen durch seine Jugendarbeit auf sich aufmerksam: In den 1960er und 1970er Jahren gewannen die Jugendspieler sowohl bei den Herren als auch bei den Damen mehrere Meisterschaften im U18-Bereich beziehungsweise im U22-Bereich. Hierbei ist vor allen Dingen Joachim Schulz zu erwähnen, der zwischen 1972 und 1976 sowohl im U18- und U22-Einzel als auch in den jeweiligen Doppel-Wettbewerben mehrere Meisterschaften gewinnen konnte. Nachdem in den 1980er und 1990er Jahren nur vereinzelt Erfolge verbucht werden konnten, konnten die Spieler des VfB seit 2000 wieder mehrere Jugendmeisterschaften gewinnen.
2008/09 bildete der VfB Lübeck eine Spielgemeinschaft mit dem TSV Trittau und nahm an der Regionalliga teil, in der die SG den 2. Platz belegte. Nach Auflösung der Spielgemeinschaft nahm der TSV Trittau den Platz in der Regionalliga ein.

### Erfolge
| Veranstaltung                         | Saison    | Disziplin    | Meister                                                                                                  |
| ------------------------------------- | --------- | ------------ | --- |
| Deutsche Einzelmeisterschaft          | 1958/1959 | Damendoppel  | Annelie Hennen / Bärbel Wichmann                                                                         |
| Deutsche Einzelmeisterschaft          | 1960/1961 | Herrendoppel | Jürgen Jipp / Manfred Puck                                                                               |
| Deutsche Einzelmeisterschaft          | 1960/1961 | Damendoppel  | Annelie Hennen / Bärbel Wichmann                                                                         |
| Deutsche Einzelmeisterschaft          | 1961/1962 | Mixed        | Manfred Puck / Annegret Böhme                                                                            |
| Deutsche Mannschaftsmeisterschaft     | 1962/1963 | Mannschaft   | VfB Lübeck (Jürgen Jipp, Ulrich Adler, Uwe Schicketanz, Manfred Puck, Annelie Hennen, Bärbel Wichmann)   |
| Deutsche Einzelmeisterschaft U18      | 1965/1966 | Dameneinzel  | Ilse-Brigitte Riekhoff                                                                                   |
| Deutsche Einzelmeisterschaft U18      | 1966/1967 | Dameneinzel  | Ilse-Brigitte Riekhoff                                                                                   |
| Deutsche Einzelmeisterschaft U18      | 1967/1968 | Damendoppel  | Angelika Meier / Hanni Schwark                                                                           |
| Deutsche Mannschaftsmeisterschaft U18 | 1967/1968 | Mannschaft   | VfB Lübeck                                                                                               |
| Deutsche Einzelmeisterschaft U18      | 1968/1969 | Mixed        | Norbert Gramke / Hanni Schwark                                                                           |
| Deutsche Mannschaftsmeisterschaft U18 | 1968/1969 | Mannschaft   | VfB Lübeck                                                                                               |
| Deutsche Einzelmeisterschaft U18      | 1968/1969 | Dameneinzel  | Angelika Meier                                                                                           |
| Deutsche Einzelmeisterschaft U22      | 1970/1971 | Mixed        | Michael Schnaase / Brigitte Ilse Riekhoff (SC Union 08 Lüdinghausen / VfB Lübeck)                        |
| Deutsche Einzelmeisterschaft U18      | 1972/1973 | Herreneinzel | Joachim Schulz                                                                                           |
| Deutsche Einzelmeisterschaft U18      | 1973/1974 | Herreneinzel | Joachim Schulz                                                                                           |
| Deutsche Einzelmeisterschaft U18      | 1973/1974 | Herrendoppel | Joachim Schulz / Horst Zetsche (VfB Lübeck / TSV Spandau 1860)                                           |
| Deutsche Einzelmeisterschaft U22      | 1974/1975 | Herreneinzel | Joachim Schulz                                                                                           |
| Deutsche Einzelmeisterschaft U22      | 1974/1975 | Herrendoppel | Joachim Schulz / Manfred Buck (VfB Lübeck / VfB Lübeck)                                                  |
| Deutsche Einzelmeisterschaft U22      | 1975/1976 | Herreneinzel | Joachim Schulz                                                                                           |
| Deutsche Einzelmeisterschaft U22      | 1976/1977 | Herrendoppel | Joachim Schulz / Udo Krückels (VfB Lübeck / DJK Stolberg)                                                |
| Deutsche Einzelmeisterschaft U18      | 1985/1986 | Mixed        | Frank Schröder / Katrin Schmidt (VfB Lübeck / 1. Pfälz. BC Neustadt)                                     |
| Deutsche Einzelmeisterschaft O32      | 1987/1988 | Damendoppel  | Brigitte Pickartz-Steden-Potthoff / Ingrid Gatermann-Morsch geb. Thaler (VfB Lübeck / Polizei SV Bremen) |
| Deutsche Einzelmeisterschaft O45      | 1996/1997 | Damendoppel  | Ingrid Gatermann-Morsch geb. Thaler / Brigitte Pickartz-Steden-Potthoff (Polizei SV Bremen / VfB Lübeck) |
| Deutsche Einzelmeisterschaft U15      | 1999/2000 | Herrendoppel | Patrik Neubacher / Jan-Sören Schulz (VfL Damp-Vogelsang v. 1930 / VfB Lübeck)                            |
| Deutsche Einzelmeisterschaft U15      | 2000/2001 | Mixed        | Jan-Sören Schulz / Annekatrin Lillie (VfB Lübeck / BV Gifhorn von 1968)                                  |
| Deutsche Einzelmeisterschaft U15      | 2000/2001 | Herreneinzel | Jan-Sören Schulz                                                                                         |
| Deutsche Einzelmeisterschaft U17      | 2001/2002 | Herrendoppel | Patrick Neubacher / Jan-Sören Schulz (BW Wittorf / VfB Lübeck)                                           |
| Deutsche Einzelmeisterschaft U17      | 2002/2003 | Herrendoppel | Jan Sören Schulz / Tim Zander (VfB Lübeck / SG Nenndorf/Jesteburg)                                       |
| Deutsche Einzelmeisterschaft U17      | 2002/2003 | Mixed        | Jan Sören Schulz / Annekatrin Lillie (VfB Lübeck / BV Gifhorn)                                           |
| Deutsche Einzelmeisterschaft U19      | 2003/2004 | Herrendoppel | Jan Sören Schulz / Tim Zander (VfB Lübeck / VfL 93 Hamburg)                                              |
| Deutsche Einzelmeisterschaft U17      | 2005/2006 | Damendoppel  | Neele Voigt / Ina Voigt (BW Wittorf / VfB Lübeck)                                                        |

| Veranstaltung                     | Saison    | Disziplin    | Vizemeister                                                                             |
| --------------------------------- | --------- | ------------ | --------------------------------------------------------------------------------------- |
| Deutsche Einzelmeisterschaft      | 1959/1960 | Damendoppel  | Anneli Hennen / Bärbel Wichmann                                                         |
| Deutsche Mannschaftsmeisterschaft | 1959/1960 | Mannschaft   | VfB Lübeck (Jürgen Jipp, Manfred Puck, Suhrbier, Adler, Bärbel Wichmann, Anneli Hennen) |
| Deutsche Mannschaftsmeisterschaft | 1960/1961 | Mannschaft   | VfB Lübeck (Jürgen Jipp, Manfred Puck, Suhrbier, Adler, Bärbel Wichmann, Anneli Hennen) |
| Deutsche Einzelmeisterschaft      | 1961/1962 | Damendoppel  | Annegret Böhme / Anneli Hennen                                                          |
| Deutsche Mannschaftsmeisterschaft | 1961/1962 | Mannschaft   | VfB Lübeck                                                                              |
| Deutsche Einzelmeisterschaft      | 1962/1963 | Herreneinzel | Jürgen Jipp (VfB Lübeck)                                                                |
| Deutsche Einzelmeisterschaft      | 1962/1963 | Herrendoppel | Jürgen Jipp / Manfred Puck                                                              |
| Deutsche Einzelmeisterschaft      | 1963/1964 | Herrendoppel | Jürgen Jipp / Manfred Puck                                                              |
| Deutsche Einzelmeisterschaft      | 1963/1964 | Dameneinzel  | Annelie Hennen                                                                          |
| Deutsche Einzelmeisterschaft U18  | 1963/1964 | Mixed        | Peter Welling / Ilse Brigitte Riekhoff                                                  |
| Deutsche Einzelmeisterschaft U18  | 1965/1966 | Mixed        | Kristian Kleinschmidt / Ilse Brigitte Riekhoff                                          |
| Deutsche Einzelmeisterschaft U18  | 1966/1967 | Mixed        | Joachim Schulz / Ilse Brigitte Riekhoff                                                 |
| Deutsche Einzelmeisterschaft U18  | 1967/1968 | Dameneinzel  | Angelika Meier (VfB Lübeck)                                                             |
| Deutsche Einzelmeisterschaft U18  | 1968/1969 | Damendoppel  | Angelika Meier / Hanni Schwark                                                          |
| Deutsche Einzelmeisterschaft U22  | 1969/1970 | Damendoppel  | Ilse Brigitte Riekhoff / Hanni Schwark                                                  |
| Deutsche Einzelmeisterschaft U22  | 1969/1970 | Mixed        | Hans-Werner Niesner / Ilse Brigitte Riekhoff (VfL Wolfsburg / VfB Lübeck)               |
| Deutsche Einzelmeisterschaft U22  | 1970/1971 | Damendoppel  | Ilse Brigitte Riekhoff / Angelika Meier                                                 |
| Deutsche Einzelmeisterschaft U14  | 1973/1974 | Dameneinzel  | Sibille Schulz                                                                          |
| Deutsche Einzelmeisterschaft U14  | 1974/1975 | Damendoppel  | Sibille Schulz / Myriam Ghaz (VfB Lübeck / VfB Berliner Lehrer)                         |
| Deutsche Einzelmeisterschaft U22  | 1976/1977 | Damendoppel  | Dagmar Schneider / Sibille Schulz                                                       |
| Deutsche Einzelmeisterschaft U19  | 1999/2000 | Herrendoppel | Joachim Persson / Philipp Droste (TSV Trittau / VfB Lübeck)                             |
| Deutsche Einzelmeisterschaft O 35 | 2003/2004 | Mixed        | Frank Schröder / Petra Mews                                                             |
| Deutsche Einzelmeisterschaft U22  | 2003/2004 | Herrendoppel | Jan-Sören Schulz / Tim Zander (VfB Lübeck / VfL 93 Hamburg)                             |
| Deutsche Einzelmeisterschaft U19  | 2003/2004 | Mixed        | Jan Sören Schulz / Annekatrin Lillie (VfB Lübeck / BV Gifhorn)                          |

## Weitere und ehemalige Abteilungen

### BSV Vorwärts Lübeck
Neben den heute bestehenden Abteilungen gab es im Lauf der Vereinsgeschichte noch weitere Abteilungen, die zum Teil nur kurz existierten, zum anderen Teil aber auch überregionale und wichtige Erfolge in der jeweiligen Sportart erringen konnten. Vor dem Krieg stellte der BSV Lübeck eine der besten Schlagball-Mannschaften in Norddeutschland, die fast durchgehend die Lübecker Bezirksmeisterschaft gewinnen konnte und auch an überregionalen Meisterschaften teilnahm. Gleiches gelang auch der Faustballmannschaft des BSV, die 1928 das Finale der deutschen Bundesmeisterschaft erreichte. Der Arbeitersportverein spielte zudem eine wichtige Rolle in einigen Disziplinen der Leichtathletik, wie zum Beispiel dem Kugelstoßen und Diskuswurf, in denen man auch Vertreter zur Bundesmeisterschaft entsenden konnte. Aufgrund seiner zahlreichen Erfolge konnte sich Vorwärts Lübeck als Nummer zwei im Bezirk Lübeck etablieren und machte in vielen Sportarten auch dem ATSV Lübeck Konkurrenz, der als Nummer eins des Lübecker Arbeitersports galt.
Seit 1926 besaß der Verein neben der Herrenabteilung eine Damenabteilung, deren Mitglieder sich größtenteils im Faustball und in verschiedenen Disziplinen der Leichtathletik betätigten. In einigen Sparten gab es darüber hinaus auch vereinzelt Schüler- und Jugendmannschaften.

### Ordnungspolizei Lübeck und VfB Lübeck
Vor dem Krieg konnten beim Polizeisportverein fast ausschließlich die Fußballabteilung und die Boxabteilung nennenswerte Erfolge erringen: 1931 konnten die Mitglieder der Ordnungspolizei fünf von sieben möglichen Titeln im entsprechenden Gau holen, darunter die Titel im Halbschwergewicht und Schwergewicht durch Hermann Eckstein beziehungsweise Friedrich Eckstein. Den größten Erfolg errang Friedrich Eckstein jedoch im Jahr 1934, als dieser den deutschen Meistertitel im Schwergewicht erringen konnte.
In der Leichtathletik konnte insbesondere Herbert Paasche Anfang der 1930er Jahre Erfolge holen, indem er die deutsche Polizei-Meisterschaft in den Disziplinen 100-Meter-Lauf und 400-Meter-Lauf gewann. Auch in der Schwerathletik konnten einige Mitglieder des Vereins überregionale Erfolge für sich verbuchen, darunter der Gewinn der deutschen Meisterschaft.
Nach dem Krieg blieben fast alle Abteilungen der Ordnungspolizei Lübeck dem Nachfolgeverein VfB Lübeck erhalten, so dass einige Boxer auch nach dem Krieg erfolgreich waren. Anfang der 1950er-Jahre und teilweise bis in die 1960er-Jahre hinein konnten Boxer des Vereines in verschiedenen Gewichtsklassen Erfolge erringen, darunter der siebenmalige Meister im Fliegengewicht Friedrichs.
Daneben gab es noch Abteilungen in den Sportarten Kinderturnen, Hockey, Tennis, Schwimmen, Schach, Radsport und Handball. Da Handball im Verein eine der beliebtesten Sportarten war und von vielen Sportlern im Verein betrieben wurde, spielte die SG Ordnungspolizei im Handball eine regional bedeutende Rolle, während beim VfB Lübeck nach 1945 an solche Erfolge nur selten angeknüpft werden konnte. In der Saison 1954/55 nahm die Männermannschaft an der damals erstklassigen Landesliga Schleswig-Holstein teil, seitdem spielen die Mannschaften des Vereins überwiegend in Spielklassen auf Kreis-, Bezirks- oder Regionsebene.
Vor dem Krieg gab es im Verein SG Ordnungspolizei zwischen 1942 und 1945 neben den verschiedenen Abteilungen der Sportarten auch noch eine Theatergruppe, die verschiedene Aufführungen auf einer lübschen Spielbühne zeigte. Bereits 1940 wurden für die Kinder der Polizeibeamten artistische Darbietungen aufgeführt, was zwei Jahre später auch zur Gründung dieser Abteilung führte.

## Vereinsstruktur
Infolge der Insolvenz wurde 2009 ein so genanntes Entwickler-Team eingesetzt, das eine neue Vereinsstruktur erarbeitet hat, welche Vorgänge im Verein transparenter gestalten sollte, um so zukünftigen Insolvenzen vorbeugen zu können. Eine neue Satzung sah vor, die Aufgaben des Präsidenten auf mehrere Personen zu verteilen und neue Gremien zu schaffen, wie zum Beispiel einen Aufsichtsrat. Auf einer Mitgliederversammlung am 15. September 2010 – 65 Jahre nach der Vereinsgründung – wurden Vorstand und Aufsichtsrat gewählt und die neue Satzung mit großer Mehrheit beschlossen.

### Präsident/Vorstand
Im BSV Vorwärts war Alfred Regel zwischen 1919 und 1933 Präsident, während der spätere 2. Vorsitzende des neuen VfB Lübeck, Willi Burmeister, das Amt des 1. Vorsitzenden ausfüllte. Vorsitzender der SG Ordnungspolizei war grundsätzlich der ranghöchste Lübecker Polizist beziehungsweise der Lübecker Polizeisenator. Einen Präsidenten gab es auch beim VfB zwischen 1945 und 2010; seine Aufgabe war es, die Geschäfte des Vereins zu führen und ihn nach außen hin zu repräsentieren. Insgesamt hatte der VfB Lübeck zehn Präsidenten.
Die Aufgaben des Präsidenten werden seit 2010 von einem aus drei bis fünf Personen bestehenden Vorstand übernommen. Jedes Vorstandsmitglied muss vom Aufsichtsrat gewählt werden und kann von diesem jederzeit abberufen werden. Aktuell gibt es drei Vorstandsmitglieder, die alle seit dem 1. Januar 2022 im Amt sind:
- Vorsitzender: Dieter Gudel
- Breitensport: Christiane Büscher
- Sport: Sebastian Harms

### Aufsichtsrat
Der Aufsichtsrat besteht aus höchstens neun Personen. Seine Aufgaben sind die Benennung der Vorstandsmitglieder und die Kontrolle (insbesondere der Finanzplanung) des Vorstands. Er hat unter anderem den Abschluss von Verträgen zu genehmigen, die eine Zahlungsverpflichtung von mehr als 25.000 Euro zum Gegenstand haben. Fünf Mitglieder des Aufsichtsrates werden auf Vorschlag des Wahlausschusses von der Mitgliederversammlung direkt gewählt, jeweils ein Aufsichtsratsmitglied kann durch die Abteilungsleiter des Gesamtvereins und durch den Fankreis VfB Lübeck benannt werden, der einen Zusammenschluss von Fanclubs des VfB darstellt. Die beiden benannten Personen müssen mit einfacher Mehrheit von der Mitgliederversammlung bestätigt werden. Die fünf bis sieben auf diese Weise gewählten Mitglieder können zusätzlich bis zu zwei weitere Personen in den Aufsichtsrat berufen, sie sind dazu allerdings nicht verpflichtet. Die Mitglieder des Aufsichtsrates sind im Folgenden
- Vorsitzender: Carsten Abbe
- Stellvertretender Vorsitzender: Paul Manthey
- Jens Burchardt
- Dennis Tensfeldt
- Marcel Burdenski ; Vertreter des Fankreises
- Eckhard Evers (Vertreter der Abteilungen, seit 2012)

### Weitere Gremien im Gesamtverein
- Der aus drei Personen bestehende Ehrenrat ist dafür zuständig, Streitigkeiten im Verein zu schlichten und ist als einziges Gremium dazu befugt, Mitgliedern Strafen aufzuerlegen (theoretisch bis zum Vereinsausschluss). Eines der drei Mitglieder des Ehrenrates wird Vorsitzender des Gremiums; es wird wie die anderen beiden Mitglieder und zwei stellvertretenden Mitglieder für drei Jahre von der Mitgliederversammlung gewählt.
- Der Wahlausschuss ist dafür zuständig, Wahlen auf der Mitgliederversammlung durchzuführen und zu leiten. Er schlägt der Mitgliederversammlung sechs bis neun Kandidaten zur Wahl für den Aufsichtsrat vor. Auch wenn die Mitglieder des Wahlausschusses sowohl Vorstand als auch Ehrenrat anhören müssen, entscheiden sie alleine über die Zulässigkeit einer Kandidatur und müssen weder eine Ablehnung noch eine Annahme dieser begründen. Die drei Mitglieder werden auf Vorschlag des Ehrenrates für drei Jahre von der Mitgliederversammlung gewählt.
- Die Mitgliederversammlung wählt fünf Aufsichtsratsmitglieder, den Ehrenrat und den Wahlausschuss und ist zuständig dafür, den Vorstand zu entlasten, eventuelle Satzungsänderungen vorzunehmen und bei Bedarf den Verein aufzulösen. Eine Mitgliederversammlung muss mindestens einmal im Jahr stattfinden und ist unabhängig von der Zahl der anwesenden Mitglieder beschlussfähig.

Während an der Mitgliederversammlung alle VfB-Mitglieder teilnehmen dürfen, die das 18. Lebensjahr vollendet haben, müssen Mitglieder des Ehrenrates und des Wahlausschusses mindestens das 40. Lebensjahr vollendet haben und fünf Jahre Mitglied im Verein sein.

### Abteilungen
Derzeit gibt es im VfB sieben Abteilungen: Eine Lizenzspielerabteilung und eine Fußballabteilung für die Sportart Fußball und je eine für die Sportarten Dart, Gymnastik, Badminton, Tischtennis und Handball. Jede – mit Ausnahme der Lizenzspielerabteilung – wählt auf Abteilungsversammlungen (die Voraussetzungen und Regeln entsprechen denen der Mitgliederversammlungen) ihren Abteilungsvorstand, darunter den Abteilungsleiter. Die Mitglieder des Abteilungsvorstandes werden auf drei Jahre gewählt.
Zur Bestimmung des von den Abteilungsleitern benannten Aufsichtsratsmitglieds kann vom Vorstand eine Sitzung der Abteilungsleiter einberufen werden, die dann beschlussfähig ist, wenn mindestens drei Abteilungsleiter anwesend sind.